# Lista odcinków serialu animowanego Kod Lyoko
Lista odcinków francuskiego serialu animowanego Kod Lyoko.

## Prequele
| – | X.A.N.A. Awakens, Part 1 Le réveil de XANA 1er partie | Xana się budzi, część 1 | 2 października 2006 | 14 października 2007 | 21 października 2006 |
| Jeremie Belpois, uczeń gimnazjum w Kadic, odkrywa w starej fabryce kompleks laboratoryjny. Decyduje się na uruchomienie znajdującego się tam superkomputera. Po jego włączeniu na ekranie pojawia się obraz dziewczyny, która pyta Jeremiego, kim jest. W szkole pojawia się nowy uczeń - Odd Della Robbia; z polecenia dyrektora ma zamieszkać w jednym pokoju z Ulrichem Sternem. Chłopak nie jest zbyt zadowolony z towarzystwa Odda. Jeremie nadaje dziewczynie z komputera imię Maya; dowiaduje się także, że zamieszkuje ona wieżę w wirtualnym świecie o nazwie Lyoko. Chcąc dowiedzieć się więcej o złożonym z czterech sektorów uniwersum, sugeruje Mayi opuścić jej schronienie. Krótko po jej opuszczeniu zostaje zaatakowana przez dziwne stworzenia. W tym czasie Ulrich, razem ze starszą o rok Yumi Ishiyamą bierze udział w treningu sztuk walki. Po powrocie do pokoju zastaje spory bałagan, za który odpowiedzialny jest pies Odda, Kiwi. Jeremie w czasie pobytu w swoim pokoju w internacie zostaje zaatakowany przez robota własnej produkcji. Z opresji ratuje go Ulrich. Jeremie decyduje się pokazać mu fabrykę, superkomputer i Mayę. Chce także wypróbować skanery, które jego zdaniem mogą przenosić ludzi do Lyoko. Ulrich wykrada Kiwiego, chcąc użyć go jako królika doświadczalnego. Nie udaje mu się jednak ujść pościgu Odda i Sissi, która chciała umówić się z Ulrichem na randkę. W wyniku zbiegu okoliczności do Lyoko zamiast Kiwiego trafia Odd. Wkrótce dołącza do niego Ulrich. Chłopcy, korzystając z jednej z wież, trafiają omyłkowo do sektora polarnego, gdzie uczą się robić użytek ze swojej broni, ale i tak tracą wszystkie punkty życia i wracają na Ziemię - w samą porę, by pomóc Jeremiemu w walce z kablami superkomputera. |                                                       |                         |                     |                      |                      |
| – | X.A.N.A. Awakens, Part 2 Le réveil de XANA 2e partie  | Xana się budzi, część 2 | 3 października 2006 | 15 października 2007 | 21 października 2006 |
| Jeremie odkrywa, że sposobem na przeniesienie Mayi na Ziemię może być użycie "czerwonej" (aktywnej) wieży. Informuje o tym Odda (który zmienił fryzurę na taką, jaką nosił w Lyoko), Ulricha i Sissi, dodając zarazem, że po ukończeniu tego zadania wyłączy superkomputer. Maya wyczuwa dziwne pulsacje w Lyoko i, chcąc poznać ich źródło, bada wszystkie sektory. Jeremie odkrywa znajdujący się w pamięci superkomputera program, umożliwiający powrót do przeszłości. Z przypadkowo podsłuchanej rozmowy dowiaduje się, że Sissi została zaatakowana przez piorun kulisty i wraz z Oddem udaje się do fabryki. W tym czasie Ulrich i Yumi, trenujący na sali gimnastycznej, również zostają zaatakowani przez to zjawisko; Ulrich decyduje się zabrać Yumi do fabryki. Jeremie przenosi Odda, Ulricha i Yumi do Lyoko, każąc im jednocześnie pomóc Mayi. Sissi odzyskuje przytomność i informuje swojego ojca i Jima o ukrytym w fabryce superkomputerze. Wszyscy troje docierają tam w momencie, gdy piorun kulisty atakuje Jeremiego, uniemożliwiając mu kontakt z Mayą i innymi osobami, znajdującymi się w Lyoko. Maya trafia do aktywnej wieży, gdzie tuż po jej wejściu pojawia się półprzezroczysta tablica. Dziewczyna przykłada do niej rękę, co powoduje pojawienie się na panelu słów AELITA oraz CODE LYOKO. Dzięki temu piorun znika. Dyrektor nakazuje Jeremiemu wyjaśnienie całej sytuacji, ale chłopak uruchamia program, aktywujący powrót do przeszłości. Po podróży w czasie Jeremie (w przeciwieństwie do reszty grupy) nie pamięta niczego, co wydarzyło się od czasu porażenia go prądem przez automat z napojami. Yumi dochodzi do wniosku, że stało się tak dlatego, że chłopak nigdy nie pojawił się w Lyoko. Maya (a właściwie Aelita - w wieży przypomniała sobie swoje prawdziwie imię) proponuje wyłączenie superkomputera, ale Jeremie nie zgadza się na to; prosi grupę, by dała mu czas na znalezienie sposobu na sprowadzenie Aelity na Ziemię. Dzięki pomocy dziewczyny chłopak odkrywa, że za pojawienie się pioruna kulistego, atakującego ludzi, odpowiedzialny jest Xana - niebezpieczny program, mogący kontrolować elektryczność i aktywować wieże w Lyoko, powodując w ten sposób groźne zdarzenia; tylko Aelita jest w stanie dezaktywować wieże. Jeremie jeszcze raz zapewnia grupę, że znajdzie sposób na sprowadzenia Aelity na Ziemię. |                                                       |                         |                     |                      |                      |

## Seria pierwsza
| Nr | Tytuł polski             | Tytuł angielski        | Tytuł francuski        | Premiera w Polsce | Premiera w USA | Premiera we Francji |
| --- | ------------------------ | ---------------------- | ---------------------- | ----------------- | -------------- | ------------------- |
| 1 | Miś Gozilla              | Teddygozilla           | Teddy Gozilla          | 05.11.2005        | 19.04.2004     | 03.09.2003          |
| Milly i Tamiya robią reportaż o dyskotece szkolnej. Próbują zrobić wywiad z Sissi, która w zeszłym roku była królową wieczoru, ale ta odmawia i kpi sobie z młodych dziennikarek, twierdząc, że są za małe i na pewno nie znajdą partnera na wieczór. Milly próbuje zaprosić Ulricha, ale ten odmawia. Rozżalona Milly ucieka do pokoju i mówi Tamiyi, że nienawidzi wszystkich. Jej żalom przysłuchuje się Xana. Milly zamyka się ze swoim misiem w składziku z narzędziami, po czym zostawia go tam. Maskotka zostaje opętana przez Xanę: miś robi bałagan w pokoju Sissi, a po powiększeniu swoich rozmiarów udaje się na miasto, by tam siać zniszczenie. Jeremie i Odd idą do fabryki, by z pomocą Aelity dezaktywować wieżę. Po powrocie do przeszłości Ulrich daje się zaprosić Milly, czym wprawia Sissi w zakłopotanie. |                          |                        |                        |                   |                |                     |
| 2 | Uwierzę, jak zobaczę     | Seeing Is Believing    | Le voir pour le croire | 06.11.2005        | 20.04.2004     | 10.09.2003          |
| W czasie wykładu o elektrowniach atomowych psuje się rzutnik. Zwraca to uwagę Jeremiego, który sądzi, że może stać za tym Xana. Kiedy automat z napojami także przestaje działać, chłopak udaje się do pokoju, by sprawdzić, czy w Lyoko nie została aktywowana wieża. Kiedy wszystko gaśnie z powodu braku prądu, idzie do fabryki. W tym czasie Ulrich, Yumi i Odd przesłuchują osoby, które chciałyby grać w zespole rockowym Pop Rock Progressives. Wśród chętnych jest m.in. Nicolas, który znakomicie gra na perkusji, i Jim, który gra na puzonie. Próbę przerywa telefon Jeremiego, który wzywa wszystkich do fabryki. Tam okazuje się, że Xana próbuje przeładować stos elektrowni atomowej przez gromadzenie prądu w transformatorze, co doprowadzi do katastrofy nuklearnej. Grupa nie jest zgodna co do tego, czy należy informować władze. Dzięki Aelicie zostaje przegłosowane poinformowanie odpowiednich służb. Tym zadaniem zostaje obarczona Yumi; jednocześnie Odd i Ulrich udają się do Lyoko, by dezaktywować wieżę, nim będzie za późno. |                          |                        |                        |                   |                |                     |
| 3 | Zadymione ferie          | Holiday in the Fog     | Vacances dans la brume | 12.11.2005        | 21.04.2004     | 17.09.2003          |
| Nocą Jeremie z pomocą Ulricha rysuje na ścianie sprayem portret Jima. Wywabiony z łóżka dzięki Kiwiemu zastaje na miejscu przestępstwa Jeremiego. Zabiera go do dyrektora, który karze go tygodniowym szlabanem w czasie przerwy w nauce. To celowy wybieg, by chłopak mógł pracować nad programem materializacyjnym. Jego rozmowę z resztą grupy (dotyczącą Xany i Lyoko) podsłuchuje Sissi, która prosi ojca, by i ją zostawił na tydzień w internacie: chce w ten sposób poznać sekret grupy. Kolejnej nocy Xana przejmuje kontrolę nad pojemnikami z niebezpieczną substancją, wydzielającą trujący gaz. Jeremie ściąga resztę grupy (przerywając im zarazem ferie). Ulrich idzie do internatu, by wyciągnąć stamtąd Jima i Sissi, a Odd i Yumi zabierają otumanionego gazem Jeremiego do fabryki, by z jego pomocą dostać się do Lyoko. |                          |                        |                        |                   |                |                     |
| 4 | Pamiętnik                | Log Book               | Carnet De Bord         | 13.11.2005        | 22.04.2004     | 24.09.2003          |
| Ulrich odmawia pójścia na śniadanie z Oddem, ponieważ zgubił coś ważnego i musi to odszukać. Po wyjściu z pokoju chłopak spotyka Sissi, która prosi go o chwilę rozmowy. Okazuje się, że ma to, czego szukał- jego dziennik, w którym opisał m.in. sprawy związane z Lyoko. Sissi informuje go, że jeżeli Ulrich nie będzie się z nią spotykał, to ona rozpowszechni treść pamiętnika. Ulrich ulega szantażowi, informując zarazem o swojej sytuacji Jeremiego. Kiedy Ulrich, Odd i Sissi jadą elektrycznym autobusem na basen, Jeremie informuje Yumi o tym, co zrobiła Sissi. Dziewczyna znajduje pamiętnik Sissi i, posługując się nim jako kartą przetargową, odzyskuje dziennik Ulricha. W tym czasie Xana opanowuje autobus, chcąc z jego pomocą wysadzić w powietrze zakłady petrochemiczne. Oddowi udaje się wydostać z autobusu; on i Yumi udają się do fabryki, by pomóc Aelicie w dezaktywowaniu wieży. |                          |                        |                        |                   |                |                     |
| 5 | Wielki wirus             | Big Bug                | Big Bogue              | 19.11.2005        | 23.04.2004     | 01.10.2003          |
| Ulrich i Odd postanawiają zakpić sobie z Sissi, która uważa, że nikt (zwłaszcza Ulrich) nie może oprzeć się jej urokowi. Zwabiają dziewczynę do składziku z narzędziami, gdzie zostaje zaatakowana (na niby) przez Kiwiego. Mści się, informując Jima o tym, że Odd nielegalnie trzyma psa w internacie. Chłopak dostaje szlaban. Tymczasem Jeremie pracuje nad programem, który będzie go informował o wszystkich niebezpiecznych zdarzeniach, w których mógł maczać palce Xana. Aplikacja przydaje się- chłopak otrzymuje informacje o możliwym zderzeniu dwóch pociągów (jeden z nich przewozi niebezpieczne substancje). Yumi i Ulrich udają się do fabryki. Po powrocie do przeszłości grupa z pomocą SMS-ów aranżuje spotkanie Sissi z Hervem. Ten ostatni rzuca się na Sissi, mówiąc, że ją kocha; "romantyczną" scenę z pomocą aparatu uwiecznia Odd. |                          |                        |                        |                   |                |                     |
| 6 | Okrutny dylemat          | Cruel dilemma          | Cruel Dilèmne          | 20.11.2005        | 26.04.2004     | 08.10.2003          |
| Dzięki przypadkowej pomocy Odda, Jeremie kończy pracę nad programem materializacyjnym. Kiedy informuje o tym resztę grupy, przypominają mu, że Aelita nie posiada żadnej ziemskiej tożsamości, co może wywołać problemy. W nocy (2:30) Xana przejmuje kontrolę nad dwoma sprowadzonymi na teren szkoły buldożerami. Jeremie udaje się do fabryki, wzywając po drodze resztę grupy; Odd jako pierwszy dociera na miejsce i przenosi się do Lyoko; Ulrich wsiada do jednej z maszyn, by poznać zamiary Xany. Okazuje się, że jego celem jest zniszczenie fabryki. Uwięziony w buldożerze chłopak zginąłby, gdyby nie pomoc dopiero co przybyłej Yumi. Dziewczyna udaje się do Lyoko, Ulrich dołącza do niej później. Tuż przed dezaktywacją wieży Yumi tonie w cyfrowym morzu. Nie pomaga nawet powrót do przeszłości; Jeremie jest zmuszony do użycia programu materializacyjnego (ponieważ można go użyć tylko raz, Aelita traci tymczasowo szansę na istnienie na Ziemi). Aelita mówi Jeremiemu, że będzie cierpliwie czekać, aż jej materializacja znów stanie się możliwa. |                          |                        |                        |                   |                |                     |
| 7 | Fałszywy obraz           | Image Problem          | Problème d'Image       | 26.11.2005        | 27.04.2004     | 15.10.2003          |
| Yumi w niewytłumaczalny sposób wraca z Lyoko na Ziemię. Ponieważ wygląda jak zemdlona, Jeremie zabiera ją do pielęgniarki. Po wyjściu Jeremiego Yumi atakuje pielęgniarkę i opuszcza gabinet. Przez cały czas zachowuje się dziwnie. Jednocześnie Jeremie kontaktuje się z Aelitą, która twierdzi, że w pobliżu jednej z wież znajduje się pomarańczowa sfera, strażnik, pilnowany przez potwory Xany. Rozmowę przerywa wejście Yumi, która usiłuje nakłonić Jeremiego, by cała grupa poszła do fabryki. Kiedy chłopak odmawia, Yumi usiłuje go pocałować. Scenę tę obserwują Ulrich i Odd, którzy tracą zaufanie do Jeremiego. Nieco potem stwierdzają, że ktoś zniszczył komputer w pokoju Jeremiego. Wraz z Yumi udają się do fabryki. W czasie wirtualizacji dziewczyna wychodzi ze swojego skanera i usiłuje odłączyć pozostałe. Reszta grupy znajduje prawdziwą Yumi (uwięzioną w sferze), która dewirtualizuje się, by pomóc Jeremiemu w walce ze swoją kopią, stworzoną przez Xanę. |                          |                        |                        |                   |                |                     |
| 8 | Koniec zdjęć             | End of take            | Clap de Fin            | 27.11.2005        | 22.04.2004     | 22.10.2003          |
| W szkole odbywa się pokaz filmu science-fiction znanego reżysera, Jamesa Finsona. Po zakończeniu projekcji Finson oznajmia, że jego kolejny film będzie kręcony w starej fabryce. Grupa zastanawia się, jak odwieść reżysera od tego pomysłu. Ulrich udaje się z Finsonem do fabryki i daje mu do zrozumienia, że nie jest to dobre miejsce na kręcenie filmu. Reżyser nie zmienia zdania, ale w zamian proponuje Ulrichowi rolę w jego filmie. Początkowo dyrektor szkoły nie zgadza się na występ chłopaka, ale Sissi przekonuje go i także otrzymuje możliwość zagrania w produkcji Finsona. W nocy Ulrich wymyka się do superkomputera, by skontaktować się z Jeremiem. Na tej czynności nakrywa go Sissi; w tym czasie Xana przejmuje kontrolę nad makietą potwora, grającego główną rolę w filmie. Jeremie, Odd i Yumi udają się do fabryki; Yumi szuka Sissi i Ulricha, zaatakowanych przez potwora, a Odd udaje się do Lyoko. Po powrocie do przeszłości Ulrich ostatecznie odwodzi Finsona od pomysłu umieszczenia akcji filmu w fabryce. |                          |                        |                        |                   |                |                     |
| 9 | Satelita                 | Satellite              | Satellite              | 03.12.2005        | 29.04.2004     | 29.10.2003          |
| W czasie lekcji zaczynają dzwonić wszystkie telefony komórkowe. Pani Hertz konfiskuje je, ponieważ trzymanie ich włączonych w klasie jest niezgodne z regulaminem szkoły. Sissi uważa, że to niesprawiedliwe, i organizuje protest, mający na celu odzyskanie aparatów i zmianę regulaminu. Znajduje nieoczekiwanego sojusznika w osobie Yumi. Odd wykrada komórki należące do grupy. W tym czasie Jeremie i Ulrich sprawdzają, co wywołało zamieszanie na lekcji, i co może mieć z tym wspólnego Xana. Okazuje się, że Xana użył szkolnej anteny do przejęcia kontroli nad anteną pobliskiej stacji telewizyjnej, a następnie- nad wojskowym satelitą. Grupa (bez Yumi, zaangażowanej w protest Sissi) udaje się do fabryki. Tam Jeremie stwierdza, że satelita, kontrolowany przez Xanę, jest wyposażony w laser. Yumi jest w niebezpieczeństwie, więc świeżo dewirtualizowany Odd biegnie po nią. Kiedy razem wracają do fabryki, laser raz po raz usiłuje ich namierzyć. Po powrocie do przeszłości Odd zawiesza na drzwiach stołówki ogłoszenie, zapowiadające konfiskatę telefonów w przypadku używania ich na lekcjach. |                          |                        |                        |                   |                |                     |
| 10 | Dziewczyna z marzeń      | The girl of the dreams | Creature de Rêve       | 04.12.2005        | 30.04.2004     | 05.11.2003          |
| W czasie gdy Jeremie po raz kolejny ponosi klęskę w projektowaniu programu materializacyjnego, Yumi i Ulrich transportują do szkoły należącą od stuleci do rodziny Yumi zbroję samuraja, którą dziewczyna chce pokazać klasie w ramach wykładu o Japonii. W szkole pojawia się nowa uczennica, Taelia. Jeremie uważa, że jest ona w rzeczywistości Aelitą, która zmaterializowała się i straciła pamięć. Chce pomóc jej ją odzyskać, ale ona odbiera jego starania jako podryw. Dla pewności Jeremie próbuje się skontaktować z Aelitą w Lyoko, ale ta nie odpowiada. Jego osądu nie zmienia nawet uwaga Odda, że Aelita może być w pułapce Xany. W czasie obiadu Xana przejmuje kontrolę nad zbroją samuraja, który zaczyna atakować ludzi. Jeremie wraz z Taelią ucieka do fabryki i usiłuje jeszcze raz przekonać dziewczynę. Ta radzi mu wyłączyć superkomputer. Ulrich i Odd w ostatniej chwili powstrzymują Jeremiego i idą do Lyoko, by odszukać Aelitę. Odd ma wizję, w której ją widzi. Okazuje się, że przebywała w pułapce Xany - strażniku. W tym czasie Yumi walczy ze zbroją samuraja, a Taelia sprowadza do fabryki dyrektora i policję. Jeremiego od śmierci z rąk policji i dyrektora ratuje powrót do przeszłości. |                          |                        |                        |                   |                |                     |
| 11 | Plaga                    | Plagued                | Enrages                | 10.12.2005        | 03.05.2004     | 12.11.2003          |
| Na polecenie dyrektora Jeremie zostaje poddany testowi na inteligencję; okazuje się, że chłopak ma wysokie IQ i może zostać przeniesiony do szkoły o wyższym poziomie kształcenia (Odd określił ją jako szkołę dla przyszłych Einsteinów). Ponieważ nie chce rozstać się z grupą, planuje oblać decydujący test- psychologiczny. W tym czasie Xana przejmuje kontrolę nad grupą szczurów, które kanałami wentylacyjnymi przedostają się do szkoły i stołówki. Ulrich, Odd, a także wezwana telefonem Yumi próbują opanować sytuację, pomagając ludziom ze stołówki dostać się na dach budynku szkoły. Potem udają się do fabryki, gdzie Yumi (dzięki wskazówkom nieobecnego Jeremiego) przenosi Odda i Ulricha do Lyoko. Kiedy obaj zostają pokonani przez kraby, do akcji wkracza Yumi, zluzowana przez Jeremiego. |                          |                        |                        |                   |                |                     |
| 12 | Rój                      | Swarming attack        | Attaque en Piquée      | 11.12.2005        | 04.05.2004     | 19.11.2003          |
| Xana przejmuje kontrolę nad rojem szerszeni, zamieszkujących pobliski las. Ulrich dostaje list miłosny, o którym sądzi, że pochodzi od Yumi. Próbuje z nią o tym porozmawiać, ale nie udaje mu się to. Odd i Jeremie próbują na własną rękę poznać autorkę listu; zdaniem Odda jest nią Emily. Rozmowę chłopców przerywa Yumi, która chce wiedzieć, czemu mówią o Emily; Odd, by nie wtajemniczać Yumi, odpowiada, że dziewczyna jest zakochana w Jimie (później został za to spoliczkowany przez Emily). W czasie spaceru Ulricha z Kiwim po lesie pies zostaje użądlony przez szerszenia. Chłopak informuje dyrektora o możliwym zagrożeniu; jednak zarówno specjalista, jak i wezwana straż pożarna nie może poradzić sobie z rojem. Ulrich rozmawia z Yumi i wyznaje jej, że żywi do niej te same uczucia, które wyraziła w liście. Yumi odpowiada, że nie ma nic wspólnego z listem; dowiaduje się, że to sprawka Sissi. Grupa udaje się do fabryki, by pomóc Aelicie w dezaktywowaniu wieży. Po powrocie do przeszłości Ulrich nakrywa Sissi w trakcie podrzucania listu. Dziewczyna rezygnuje ze swoich zamiarów. |                          |                        |                        |                   |                |                     |
| 13 | O włos                   | Just in Time           | D'un Cheveu            | 17.12.2005        | 05.05.2004     | 26.11.2003          |
| Jeremiemu udaje się zmaterializować włos Aelity. Ośmielony sukcesem, próbuje tego samego z całą dziewczyną, ale program przestaje działać z powodu wirusa. Jeremie odkrywa, że jeśli teraz Aelita spróbuje dezaktywować jakąkolwiek wieżę- zniknie na zawsze. W czasie obiadu pęka szklanka trzymana przez Yumi. Nieco później to samo dzieje się z szybą w pokoju Ulricha i Odda. Chłopcy dochodzą do wniosku, że może to być posunięcie Xany. Kiedy wali się część budynku internatu, są już pewni. Ulrich informuje o wszystkim przebywającego w fabryce Jeremiego i sam tam idzie, po drodze powiadamiając Yumi. Odd udaje się do internatu po Kiwiego, który został w pokoju Jeremiego. Jednocześnie próbuje wyprowadzić z budynku Milly i Tamiyę, które nie słyszały prośby o opuszczenie budynku. W Lyoko Aelita, znając ryzyko, decyduje się na dezaktywowanie wieży. Po powrocie do przeszłości Yumi wpada na pomysł, by Jeremie użył włosa Aelity do zrekonstruowania dziewczyny w Lyoko. Pomysł Yumi okazuje się być dobry- Aelita wraca do życia w Lyoko. |                          |                        |                        |                   |                |                     |
| 14 | Pułapka                  | The trap               | Piège                  | 18.12.2005        | 06.05.2004     | 03.12.2003          |
| Na jednej z lekcji Jeremie zdaje sobie sprawę, że minął już rok od czasu, gdy grupa poznała Aelitę. Informuje o tym Ulricha, Odda i Yumi, którzy uważają, że z tej okazji należy przygotować coś specjalnego. Wszyscy udają się do fabryki, nie wiedząc, że została opanowana przez Xanę. Urlich i Yumi są śledzeni przez Sissi- dziewczyna wchodzi za nimi do windy. Kiedy Ulrich próbuje ją uruchomić, Xana przerywa liny i winda spada. Yumi wychodzi przez klapę w suficie kabiny, a Ulrich (który złamał rękę) zostaje z Sissi. W tym czasie Jeremie i Odd walczą z ożywionym wyposażeniem fabryki. Udaje im się uciec do laboratorium, gdzie spotykają się z Yumi. Ona i Odd udają się do Lyoko, by pomóc Aelicie. Powrót do przeszłości ratuje Ulricha i Sissi od utonięcia w ściekającej ze ścian szybu wodzie. Po podróży w czasie grupa świętuje urodziny Aelity i demonstruje jej specjalny tort. |                          |                        |                        |                   |                |                     |
| 15 | Atak śmiechu             | Laughing Fit           | Crise de Rires         | 24.12.2005        | 07.05.2004     | 10.12.2003          |
| Na lekcji chemii pani Hertz prezentuje działanie podtlenku azotu (gazu rozweselającego). Informuje jednocześnie, że można go zneutralizować z pomocą wody. Grupa dostrzega, że Yumi od kilku dni dziwnie się zachowuje, jest smutna. Ulrich przychodzi do domu dziewczyny z różą; Yumi mówi mu, że państwo Ishiyama pokłócili się z powodu, którego Yumi nie rozumie. W tym czasie w szkole trwa próba "Romea i Julii". Odpowiadający za muzykę Odd zostaje zaatakowny przez (pozostający pod kontrolą Xany) opar gazu rozweselającego. Sissi oblewa chłopaka wodą, ratując go od możliwych efektów ubocznych. Odd opowiada o wszystkim Jeremiemu, który uważa, że za tym wydarzeniem może stać Xana. Ulrich wpada na pomysł, jak pogodzić rodziców Yumi- zastępuje Herve'a w roli Romea, a Yumi występuje jako strażnik. W tym samym czasie Odd i Jeremie idą do fabryki; w czasie wirtualizacji Odda pojawił się błąd (osłabiający moce chłopaka w Lyoko), któremu Jeremie nie jest w stanie zapobiec, ponieważ z kolei on został zaatakowany przez opar gazu rozweselającego. Wkrótce potem chmura podtlenku azotu wraca do szkoły i atakuje Ulricha i Yumi w trakcie sceny balkonowej. Obecni na widowni państwo Ishiyama, połączeni niepokojem o córkę, godzą się. Po powrocie do przeszłości Yumi odmawia ponownego grania strażnika. Jeremie wpada na inny pomysł- w scenie, gdy Romeo chowa się przed strażnikiem (Herve) za krzakiem, ukryty za kulisami Jeremie podnosi krzak, za którym jest też Yumi. Rozśmiesza to widownię i ostatecznie godzi państwa Ishiyama. |                          |                        |                        |                   |                |                     |
| 16 | Klaustrofobia            | Claustrophobia         | Claustrophobie         | 25.12.2005        | 10.05.2004     | 17.12.2003          |
| Po meczu piłki nożnej, w czasie którego Ulrich z Oddem pokonali Herve'a i Nicolasa, pojawia się nowy uczeń o imieniu Theo. Wygląda na zainteresowanego Sissi (nie bez wzajemności), co nie podoba się podkochującemu się w dziewczynie Herve'owi. Nakłania nowego do owinięcia w nocy papierem toaletowym szkieletu w pracowni biologicznej, co ma udowodnić jego odwagę (w rzeczywistości Herve chce w ten sposób wpakować go w kłopoty), ale Odd i Ulrich (z pomocą Kiwiego) pomagają Theo uniknąć konsekwencji jego zachowania. Następnego dnia Xana opanowuje stołówkę, elektryzując ściany. Yumi i Jeremie wyszli wcześniej, dlatego tylko oni udali się do fabryki, by pomóc Aelicie. Po powrocie do przeszłości Theo bardziej interesuje się Yumi niż Sissi, co wzbudza złość w Ulrichu. |                          |                        |                        |                   |                |                     |
| 17 | Amnezja                  | Amnesia                | Mémoire Morte          | 31.12.2005        | 11.05.2004     | 24.12.2003          |
| W czasie lekcji fizyki pani Hertz przedstawia klasie produkt nanotechnologii − żel zawierający małe maszyny. Odd dla żartu popycha Ulricha, który brudzi sobie nos niewielką ilością substancji. Po lekcji Ulricha dopada silny ból głowy, po którym traci przytomność. Jim zabiera go do pielęgniarki. Kiedy chłopak budzi się, nie pamięta niczego. Obecna przy nim Sissi wykorzystuje sytuację i wmawia mu, że jest jej chłopakiem, a Odd, Jeremie i Yumi to jego wrogowie, a Nicolas i Herve przyjaciele. Jeremie dochodzi do wniosku, że Ulrich cierpi na amnezję. Spotykają jeszcze kilka osób, zachowujących się podobnie jak on; odkrywają także, że źródłem choroby są nanowirusy Xany, znajdujące się w żelu. W tym czasie Ulrich próbuje na własną rękę przypomnieć sobie, kim jest i gdzie się znajduje. Wizje z jego przeszłości prowadzą go do fabryki, gdzie Jeremie kieruje Oddem, Yumi i Aelitą, przebywającymi w Lyoko. Chłopak wirtualizuje Ulricha. |                          |                        |                        |                   |                |                     |
| 18 | Mordercza muzyka         | Killer Music           | Musique Mortelle       | 01.01.2006        | 12.05.2004     | 31.12.2003          |
| Odd słuchaniem muzyki przeszkadza Ulrichowi w nauce. Chłopak idzie do pokoju Jeremiego, by tam w spokoju pracować. Rano grupa zauważa brak Odda, ale dopiero na pierwszej przerwie sprawdzają, czy nie ma go w pokoju. Znajdują go nieprzytomnego i ze słabym pulsem. Pielęgniarka stwierdza śpiączkę i wzywa karetkę. Ulrich i Jeremie jadą do szpitala wraz z Oddem. W tym czasie na oczach Yumi, Sissi traci przytomność. Dziewczyna stwierdza, że było to spowodowane słuchanym przez Sissi utworem. Zabiera ją do pielęgniarki; w gabinecie Xana przejmuje kontrolę nad sprzętem grającym, przez co również i pielęgniarka zapada w śpiączkę. Yumi dzwoni do przebywającego w fabryce Jeremiego i informuje go, że źródłem śpiączki jest piosenka "Świetnie gra, gdy jest zła". Również obecny tam Ulrich przypomina sobie, że Odd, gdy znaleziono go nieprzytomnego, miał na uszach słuchawki. Ulrich idzie do Lyoko, a Jeremie słucha lokalnych wiadomości − władze nie zdają sobie sprawy, co jest przyczyną epidemii. Tuż po wysłaniu Yumi do Lyoko, melodia atakuje także Jeremiego. Sytuację ratuje zaprogramowany wcześniej powrót do przeszłości.. |                          |                        |                        |                   |                |                     |
| 19 | Kłamstwa                 | Frontier               | Frontière              | 09.01.2006        | 13.05.2004     | 07.01.2004          |
| Podczas kolejnej próby programu materializacyjnego, Jeremie z błahego powodu kłóci się z Aelitą. Następnego dnia, w ramach przeprosin, chce się z nią spotkać w Lyoko. Chłopak uczy Yumi obsługi superkomputera i wręcza jej swoje notatki ze wskazówkami. Transfer Jeremiego kończy się błędem − nie ma go ani na Ziemi, ani w Lyoko. Grupa kontaktuje się z Aelitą, która mówi im, że Jeremie znajduje się między dwoma światami, ponieważ Yumi uruchomiła pamięć transferową w złym momencie. Mówi im także, że dla uratowania Jeremiego musi skorzystać, ze znajdującej się w czterech wieżach, pamięci komputera. Chłopcy zostają w fabryce, a Yumi wraca do szkoły. Aelita melduje Ulrichowi, że nie może dostać się do czwartej wieży, bo strzegą jej bloki, i że Jeremie zaczyna się kasować. Konieczne jest użycie laptopa. Ulrich dzwoni do Yumi, która wychodzi z lekcji pod pozorem udania się do pielęgniarki i idzie do pokoju Jeremiego. Tam nakrywa ją Jim i prowadzi do dyrektora. Kiedy Ulrich dowiaduje się o tym, również idzie do szkoły i prosi Sissi o pomoc. Ta, za cenę pocałunku i miesiąca chodzenia, wyraża zgodę. Yumi i Ulrich wracają do fabryki. Dziewczyna przenosi Ulricha do Lyoko. Aelita wykonuje ostatnie kroki, dzięki którym Jeremie wraca na Ziemię. Sposób, w jaki Ulrich uratował Yumi, powoduje przejściowy kryzys w ich związku. |                          |                        |                        |                   |                |                     |
| 20 | Roboty                   | The Robots             | L'Ame des Robots       | 10.01.2006        | 14.05.2004     | 14.01.2004          |
| W szkole organizowane są zawody własnoręcznie wykonywanych robotów. Herve przygotowuje Żelazną Sissi, a Jeremie Kiwiego 2. Xana również nie próżnuje − przejmuje kontrolę nad urządzeniami fabrycznymi, które produkują robota, mającego powstrzymać grupę. Mecz koszykówki robotów podstępem wygrywa maszyna Herve'a. Po zakończeniu meczu na sali pojawia się robot Xany. Grupa rozdziela się − Jeremie i Odd idą do fabryki, a Ulrich i Yumi szukają Herve'a, który jako drugi po Jeremiem specjalista od robotów ma im pomóc w wyłączeniu maszyny skonstruowanej przez Xanę. Kiedy chłopak odmawia, grożą mu, że ujawnią, w jaki sposób wygrał. Herve konstruuje samolocik wyposażony w wiertło, które niszczy układ sterujący robotem. Ulrich i Yumi idą do fabryki, by pomóc Oddowi i Aelicie w dezaktywowaniu wieży. Ulrich natyka się na kolejnego robota Xany. Od śmierci z jego rąk ratuje go powrót do przeszłości. Po podróży w czasie Jeremie usprawnia Kiwiego 2 tak, że unika manewru Herve'a i zwycięża. |                          |                        |                        |                   |                |                     |
| 21 | Zero grawitacji          | Zero Gravity Zone      | Gravité Zéro           | 16.01.2006        | 17.05.2004     | 21.01.2004          |
| Ulrich ciężko trenuje, by wykazać się na meczu piłki nożnej, na który przyjdą jego rodzice. Z tego powodu odmawia pójścia do Lyoko, gdy Xana z pomocą sieci elektrycznej miasta tworzy specjalne pole, znoszące efekt grawitacji. Kiedy Odd i Yumi walczą w Lyoko, Jeremie odkrywa, że Xana zamierza znieść grawitację na terenie szkoły. Informuje o tym Ulricha, ale ten odmawia pomocy. Wkrótce potem, w czasie drugiej połowy meczu, zostaje kontuzjowany; wtedy decyduje się wypełnić polecenie Jeremiego i idzie do budynku, gdzie znajduje się laboratorium pani Hertz, które Xana zaatakował jako pierwsze. Kiedy pojawia się tam Ulrich (i śledząca go Sissi), brak grawitacji rozszerza się na cały budynek, a wkrótce potem- na cały stadion. Sytuację ratuje powrót do przeszłości.. |                          |                        |                        |                   |                |                     |
| 22 | Rutyna                   | Routine                | Routine                | 17.01.2006        | 18.05.2004     | 28.01.2004          |
| Po kolejnym pobycie w Lyoko Ulricha dopadają wątpliwości, czy życie, jakie prowadzi, ma sens. Tłumaczy Oddowi, że rytm szkoła-Lyoko-powrót do szkoły-powrót do Lyoko i ataki Xany pięć razy na tydzień powoli zobojętniają go na wszystko. Poza tym nie jest pewny, co czuje do Yumi, i czy ona żywi względem niego jakieś uczucia. W czasie powrotu spod prysznica do pokoju mija Emily i dochodzi do wniosku, że dziewczyna jest nim zainteresowana. Następnego dnia Yumi widzi Ulricha i Emily, rozmawiających ze sobą. Sytuację tę widzi także Sissi, która wpada na pomysł, jak w razie ewentualnego rozstania Ulricha i Emily nie dopuścić, by chłopak wrócił do Yumi: informuje Yumi, że Ulrich i Emily chodzą ze sobą od dwóch miesięcy. Jeremie odkrywa aktywowaną wieżę, więc Yumi biegnie, by poinformować Ulricha (który właśnie wybiera się na przechadzkę z Emily) i zarazem porozmawiać z nim o tym, co jest między nim i Emily. Rozmowa kończy się kłótnią. W fabryce kpiny Odda doprowadzają do skłócenia całości grupy, która mimo tu udaje się do Lyoko. W czasie transferu pojawia się błąd; Jeremie dochodzi do wniosku, że wirus Xany mógł zaatakować superkomputer i zmienić zasady panujące w Lyoko. Aelita odkrywa, że chodzi o program dewirtualizacyjny – jeśli ktoś z grupy zostanie zabity w Lyoko, zniknie na zawsze. Dla usunięcia błędu Jeremie udaje się do rdzenia superkomputera, ale zostaje porażony prądem. Kiedy Aelita zabiera się do dezaktywacji wieży, Ulrich ratuje życie Yumi. Już mają się pocałować, kiedy włącza się powrót do przeszłości. Po podróży w czasie zgadzają się, że nie będą mówić reszcie grupy o tym, do czego o mało nie doszło w Lyoko... |                          |                        |                        |                   |                |                     |
| 23 | Impreza                  | Party                  | 36e Dessous            | 23.01.2006        | 19.05.2004     | 04.02.2004          |
| Zbliża się trzydniowy weekend; grupa zamierza go spędzić na imprezie w domu Yumi. Odd obiecuje załatwić prawdziwego DJ-a. W czasie zabawy na korytarzu z kieszeni wypada mu zdjęcie dziewczyny, Samanthy. Ulrich dochodzi do wniosku, że to ona będzie DJ-em. Chłopak odgaduje trafnie- po południu Odd spotyka się z Samanthą, która prosi go, by zaprowadził ją do sali informatycznej. Tam informuje go, że potrzebuje dobrego sprzętu (jej własny się zepsuł), więc ma zamiar "pożyczyć" sobie jeden z laptopów należących do szkoły. Kiedy do sali wchodzi Jim, dziewczyna ukrywa się- cała wina spada na Odda. Kiedy Jeremie i Ulrich usiłują dowiedzieć się, co takiego zrobił Odd, zauważają atak Xany, który zmiękcza ziemię do tego stopnia, że budynki w całym mieście zapadają się. Jeremie idzie do fabryki, a Ulrich i Odd próbują uratować Samanthę, którą Jim nieświadomie zamknął w sali informatycznej. Jednocześnie powiadomiona o wszystkim Yumi idzie do fabryki i przenosi się do Lyoko. Wkrótce dołącza do niej Ulrich i Odd, którym udało się uratować Samanthę. Po powrocie do przeszłości Jeremie proponuje, by Samantha skorzystała z jednego z jego komputerów.. |                          |                        |                        |                   |                |                     |
| 24 | Równoległa rzeczywistość | Ghost Channel          | Canal Fantôme          | 24.01.2006        | 20.05.2004     | 11.02.2004          |
| Po kolejnej misji w Lyoko i powrocie do przeszłości Jeremie stwierdza, że reszta grupy nie pojawiła się na Ziemi, jednak Ulrich, Odd i Yumi nie zdają sobie z tego sprawy; zauważają za to coś innego- dziwne zachowanie Jeremiego, "zacieranie się" obrazu niektórych osób oraz deja vu. Jeremie zostaje wezwany do dyrektora, który podejrzewa, że chłopak może coś wiedzieć o zniknięciu swoich przyjaciół. Z pomocą Aelity (która wysadzeniem rury w piwnicy odwraca uwagę dyrektora i Jima) chłopak udaje się do fabryki. Tam dowiaduje się, że Ulrich, Yumi i Odd są uwięzieni w stworzonym przez Xanę wirtualnym świecie. Aelita pomaga Jeremiemu przedostać się tam; chłopak zostaje zaatakowany przez zamienionego w zombie Jima, pozostającego na usługach kopii Jeremiego (personifikacji Xany). Yumi, zaalarmowana dziwnym zachowaniem swoich rodziców, wzywa Ulricha i Odda do fabryki. Tam natykają się na kopię Jeremiego, która zachęca ich do pójścia do skanerów. W tym momencie pojawia się prawdziwy Jeremie: uświadamia grupie, gdzie naprawdę się znajdują. Xana ujawnia swoją prawdziwą tożsamości i przyzywa zamienionych w zombie Jima, Herve'a i Nicolasa, by zabili wszystkich członków grupy. Sytuację ratuje Aelita, która w Lyoko niszczy od zewnątrz sferę, w której znajdował się stworzony przez Xanę świat. |                          |                        |                        |                   |                |                     |
| 25 | Kod: Ziemia              | Code: Earth            | Code: Terre            | 30.01.2006        | 21.05.2004     | 18.02.2004          |
| W nocy Jeremie ostatecznie kończy program materializujący, nad którym pracował ponad rok. Telefonuje do Yumi i prosi ją, by rano zapytała rodziców, czy zgodzą się przenocować Aelitę, gdy ta pojawi się na Ziemi. Państwo Ishiyama wyrażają zgodę. W tym czasie Ulrich i Odd dopełniają formalności, dzięki którym Aelita (przedstawiona przez Odda jako jego kanadyjska kuzynka) będzie mogła uczęszczać do szkoły w Kadic. Po wyjściu z gabinetu dyrektora natykają się na Jima, który ostrzega ich, że pewnego dnia dowie się, co knują razem z Yumi i Jeremiem. Grupa dzieli się z Aelitą informacją o jej nieodległej materializacji. W czasie lekcji biologii Jeremie dowiaduje się, że Aelita jest w niebezpieczeństwie. Wzywa resztę grupy i razem idą do fabryki. Ich śladem podąża Jim, ale nie odkrywa podziemnego wejścia. Kiedy już wszyscy są w Lyoko, Jeremie zdaje sobie sprawę, że zamiast płyty z programem materializacyjnym wziął CD-ROM z teledyskiem Odda. Wraca do internatu, gdzie natyka się na Jima. Uciekając przed nim, łamie sobie kostkę i trafia do pielęgniarki. Poinformowany o wszystkim dyrektor zarzuca Jimowi, że jego mania prześladowcza doprowadziła do nieszczęścia i zwalnia go. Unieruchomiony Jeremie decyduje się na ryzykowny krok- informuje Jima, że jego podejrzenia nie były bezpodstawne i proponuje mu, że w zamian za dostarczenie go do fabryki poinformuje o wszystkim dyrektora, co pozwoli Jimowi na powrót do pracy. Chłopak robi mu mały wykład o Lyoko. W tym czasie Ulrich, Odd i Yumi, przebywający w Lyoko, pomagają Aelicie dostać się do wieży w rejonie leśnym, dzięki której dziewczyna będzie mogła zostać przeniesiona na Ziemię. Jeremie włącza odpowiedni program, po czym wszyscy (łącznie z Jimem) idą do skanerów, by tam powitać zmaterializowaną Aelitę.. |                          |                        |                        |                   |                |                     |
| 26 | Falstart                 | False Start            | Faux Départ            | 31.01.2006        | 24.05.2004     | 25.02.2004          |
| Na lekcji historii następuje debiut Aelity. Odd przedstawia ją jako swoją kuzynkę i bardzo nieśmiałą osobę. Dziewczynę bardzo cieszy ziemskie życie. Jeremie informuje ją, że wkrótce ma zamiar całkowicie wyłączyć superkomputer. Cała grupa udaje się do fabryki, na straży której stoi Jim (każący od tej chwili nazywać się Jimbo). Wraz z nim zjeżdżają na najniższy poziom. Jeremie, wygłaszając "okolicznościową mowę", wyłącza zasilanie. W tym momencie Aelita traci przytomność. Chłopak natychmiast włącza wszystko z powrotem. Postanawia zarazem sprawdzić, dlaczego z Aelitą stało się to, co się stało. Odkrywa, że w czasie materializacji dziewczyna została zainfekowana wirusem Xany- dzięki niemu wciąż nie można odłączyć superkomputera (i Xany). Jeremie obiecuje opracować antywirusa i odprowadza Aelitę do domu Yumi. Po drodze chłopak dostarcza dziewczynie nowych wrażeń- przedstawia jej świat zapachów i prezentuje możliwości budki fotograficznej. Przed bramą domu Yumi, Aelita rozstaje się z Jeremiem i całuje go na pożegnanie. Następnego dnia Aelita zadziwia nauczyciela matematyki i klasę swoją rozległą wiedzą. Lekcję przerywa atak jednego z potworów Xany. Grupa rozdziela się- Jeremie, Aelita i Odd idą do fabryki, a Ulrich i Yumi zostają, by walczyć z karaluchami. Kiedy część grupy dociera do fabryki, zastaje tam walczącego z karaluchami Jima. Jeremie wysyła Aelitę i Odda do Lyoko. Jednocześnie Jim wychodzi poza fabrykę, by tam zastąpić Ulricha i Yumi, którzy biegną do Lyoko. Po powrocie do przeszłości Aelita prosi Jeremiego, by nie materializował jej przed znalezieniem antywirusa. Yumi przekonuje dziewczynę, by wracała na Ziemię choćby na kilka godzin dzienne, by utrzymać się przy nowym życiu. Rozmowę przerywa Jim, który ponownie grozi grupie, że pozna ich sekrety. Przechodzący w pobliżu dyrektor przekonuje Jima, że jego podejrzenia nie mają podstaw, ale grupa broni go, twierdząc, że planowali zrobić kawał kolegom Sissi. |                          |                        |                        |                   |                |                     |

## Seria druga
| Nr | Tytuł polski    | Tytuł angielski       | Tytuł francuski         | Premiera w Polsce | Premiera w USA | Premiera we Francji |
| --- | --------------- | --------------------- | ----------------------- | ----------------- | -------------- | ------------------- |
| 27 | Nowy porządek   | New Order             | Nouvelle Donne          | 14.05.2006        | 19.09.2005     | 31.08.2005          |
| Po stwierdzeniu, że odłączenie superkomputera oznacza śmierć Aelity, Jeremie usiłuje inaczej zwiększyć szanse grupy w walce z Xaną. Projektuje nowe pojazdy, a także tworzy specjalny program, dzięki któremu wykrywanie aktywnych wież będzie możliwe bez obecności Aelity w Lyoko. Dziewczyna powoli wdraża się w życie w realnym świecie- zamieszkuje w internacie jako Aelita Stones, kuzynka Odda. Kilka klas wybiera się do pobliskiego lasu, by rysować i opisywać rośliny. Ulrich chce iść z Yumi, ale ta ma za towarzysza nowego ucznia- Williama. Aelita jest w parze z Jeremiem. W pewnym momencie chłopak stwierdza, że zapomniał laptopa; idzie po niego, zostawiając Aelitę samą. Dziewczynę opanowują wizje, które prowadzą ją do pustego domu, znanego jako Pustelnia. Xana przejmuje kontrolę nad posiadłością. Jeremie, po odkryciu aktywnej wieży, wysyła Yumi, Odda i Ulricha na poszukiwania Aelity. Znajdują ją w saunie w piwnicy. Aelita i Odd uciekają, ale Yumi i Ulrich zostają zamknięci przez Xanę w saunie, gdzie mają umrzeć z gorąca. Wszystko kończy się dobrze. Na końcu odcinka Aelita dostaje od Jeremiego komórkę, by wszyscy mogli być w kontakcie. |                 |                       |                         |                   |                |                     |
| 28 | Nowe terytorium | Unchartered Territory | Terre Inconnue          | 15.05.2006        | 20.09.2005     | 07.09.2005          |
| Aelitę dręczą koszmary, których treścią jest ucieczka lalki przed watahą wilków. Jednak problem ten nie jest jej jedynym- przez Sissi myli łazienki i zwraca na siebie uwagę Jima. Jeremie dowiaduje się wielu rzeczy o właścicielu Pustelni- nazywał się Franz Hopper, uczył przedmiotów ścisłych w Kadic i niemal na pewno ma coś wspólnego z superkomputerem. Chcąc dowiedzieć się czegoś jeszcze, potajemnie odwiedza bibliotekę, pozostawiając Ulrichowi i Oddowi obowiązek odwrócenia uwagi sekretarki. Aelita, czując się opuszczona przez przyjaciół, idzie do fabryki i wraca do Lyoko. W tym czasie męska część grupy udaje się do Pustelni, licząc na to, że znajdą coś, co może być pomocne w walce z Xaną. Jeremie odkrywa książkę o wojnach punickich, pokrytą notatkami Hoppera. Po powrocie do szkoły odkrywa nieobecność Aelity; wysyła całą grupę do Lyoko, by ta pomogła atakowanej przez potwory Xany dziewczynie. Zanim do niej docierają, Aelita znika, porwana z sektora leśnego przez tajemniczą sferę. Jeremie odkrywa piąty sektor Lyoko- Kartaginę, gdzie prawdopodobnie przebywa Aelita, jednak dostęp do niego wymaga hasła. Jeremie wypróbowuje te związane z historią wojen punickich- Hannibal, Hamilcar, Salammbô (córka Hamilkara), Rome, Moloch, ale działa dopiero Scipio: po jego wpisaniu także Ulrich, Yumi i Odd trafiają do piątego sektora. W tym czasie Aelita jest atakowana przez nowe potwory Xany- pełzacze i scyfozoę, która odbiera Aelicie jej wspomnienia. Grupa biegnie jej na pomoc; udaje im się wrócić na miejsce lądowania na czas, tuż przed końcem odliczania. Po ponownym wpisaniu hasła grupa wraca do sektora leśnego, a potem na Ziemię. Grupa planuje wkrótce wrócić do Kartaginy i spędzać więcej czasu z Aelitą. |                 |                       |                         |                   |                |                     |
| 29 | Wyprawa         | Exploration           | Exploration             | 16.05.2006        | 21.09.2005     | 14.09.2005          |
| Aelita proponuje, by danych, niezbędnych do usunięcia wirusa Xany, szukać w niedawno odkrytym sektorze piątym. Jeremie, choć niechętnie, zgadza się, by kolejnego wieczoru grupa odwiedziła Kartaginę. W czasie nocnego powrotu do domu Yumi zostaje złapana przez rodziców. Zaniepokojeni zachowaniem córki państwo Ishiyama decydują się na baczne śledzenie każdego jej kroku. W związku z tym dziewczyna nie może, w przeciwieństwie do pozostałych członków grupy, udać się do fabryki i badać Kartaginy. Po wylądowaniu Ulricha, Odda i Aelity na terenie sektora piątego, włącza się odliczanie, które daje grupie trzy minuty na wykonanie zadania, którego natury nie są świadomi. Jednocześnie muszą walczyć z potworami Xany. W pewnym momencie na ekranie superkomputera pojawia się trójwymiarowe odwzorowanie przycisku. Chłopak dochodzi do wniosku, że wciśnięcie go pozwoli na zatrzymanie odliczania. Grupa znajduje przycisk, ale Ulrich i Odd zostają zabici, zanim są w stanie zrobić z niego użytek. Co gorsza, żaden z nich nie pojawia się na Ziemi, a Aelita zostaje zaatakowana przez scyfozoę. Krytyczna sytuacja powoduje, że Jeremie decyduje się zadzwonić do Yumi, która w tym czasie spędza wieczór z rodziną. Po powrocie do swojego pokoju dziewczyna odbiera telefon i ucieka z domu do fabryki. Zauważywszy to, państwo Ishiyama udają się do szkoły, sądząc, że Yumi jest gdzieś na jej terenie. Dyrektor i Jim obiecują pomóc, ale odkrywają jedynie zniknięcie Jeremiego, Ulricha i Odda z ich pokojów. Sissi wpada na pomysł, by wykorzystać Kiwiego do odnalezienia grupy. W tym czasie Yumi udaje się wcisnąć przycisk, co uwalnia Aelitę od scyfozoi. Wkrótce potem obie dziewczyny spotykają się: Aelita uzyskuje dostęp do danych niezbędnych do uratowania Ulricha i Odda, a Yumi ginie z powodu nowych potworów Xany- mant. Jeremiemu udaje się sprowadzić wszystkich członków grupy na Ziemię. Kiedy wszyscy chcą opuścić fabrykę, trafiają na Jima, dyrektora i państwa Ishiyama. Jeremiemu udaje się uruchomić powrót do przeszłości. |                 |                       |                         |                   |                |                     |
| 30 | Wspaniały dzień | A Great Day           | Un Grand Jour           | 17.05.2006        | 22.09.2005     | 21.09.2005          |
| Poniedziałkowego wieczoru, po kolejnym pobycie w sektorze piątym, Jeremie rozmawia z Aelitą o szansach na uwolnienie dziewczyny od wirusa Xany. Rozmowę podsłchuje (i nagrywa) Sissi. Następnego dnia szantażuje Jeremiego, informując go, że jeżeli nie przyjmie jej do grupy, przekaże nagranie dyrektorowi szkoły. Chłopak opracowuje plan- Ulrich będzie uczył Sissi panchac-silat, a w tym czasie Jeremie i Odd wykradną kasetę z rozmową. Niestety, stojący na straży Herve i Nicolas udaremniają zamiary męskiej części grupy. Kiedy Sissi idzie do gabinetu ojca, uaktywnia się powrót do przeszłości- czas wraca do wtorkowego poranka. Jeremie stwierdza, że cofnięcie w czasie to kolejny atak Xany- potwierdza to aktywowana wieża. Grupa wykorzystuje możliwości, jakie niesie za sobą powrót do przeszłości- Yumi unika trudnej rozmowy z ojcem, Odd znakomicie odpowiada na lekcji, a Ulrich przekonuje Sissi, że nie powinna wierzyć w to, o czym Jeremie rozmawiał z Aelitą. Ponownie uaktywnia się powrót do przeszłości- Yumi raz jeszcze unika spotkania z ojcem, Odd robi mały wykład na zadany przez panią Hertz temat, a Jeremie przenosi całą grupę do Lyoko. W tym czasie Sissi daje ojcu nagranie do przesłuchania, ale kolejny powrót do przeszłości uniemożliwia mu podjęcie jakichkolwiek kroków. Kolejnego wtorkowego ranka Jeremie odkrywa, że Aelita została w Lyoko. Dotarcie do fabryki uniemożliwia mu opanowana przez Xanę Sissi, udaje się to za to reszcie grupy. Ulrich i Odd wracają do szkoły, by pomóc Jeremiemu. Ulrich zostaje tam, by walczyć z Sissi, a Jeremie i Odd wracają do fabryki, by ten ostatni i Yumi mogli pomóc Aelicie w walce ze scyfozoą i dezaktywowaniu wieży. Po wykonaniu tego zadania Jeremie nie uaktywnia kolejnego powrotu do przeszłości, ponieważ stwierdził, że każdorazowa podróż w czasie wzmacnia Xanę. |                 |                       |                         |                   |                |                     |
| 31 | Pan Pück        | Mister Pück           | Mister Pück             | 18.05.2006        | 23.09.2005     | 28.09.2005          |
| Wizje Aelity stają coraz bardziej męczące. Grupa decyduje się zabrać dziewczynę do Pustelni, licząc na to, że znajdą tam coś, co pomoże w położeniu kresu koszmarom. Aelita odkrywa za obrazem skrytkę, w której znajduje się maskotka- bohater jej koszmarów, pan Pück. Do lalki dołączony jest kluczyk do skrytki na dworcu. Jeremie stwierdza, że znajdująca się tam walizka z dużą ilością płyt CD zawiera zaszyfrowany pamiętnik Franza Hoppera. Odpowiedzią Xany jest próba opętania Odda, Ulricha i Jeremiego- udaje mu się tylko z tym ostatnim. Chłopak porywa Aelitę do fabryki; Ulrich wzywa Yumi i razem z Oddem idą do fabryki. Aelita daje sobie radę z mechanizmem wirtualizacji i dezaktywuje wieżę. Yumi informuje Jeremiego, że płyty z pamiętnikiem zostały zniszczone; chłopak odpowiada jej, że skopiował wszystko na specjalną partycję superkomputera, gdzie dane są bezpieczne. |                 |                       |                         |                   |                |                     |
| 32 | Walentynki      | Saint Valentine's Day | Saint-Valentin          | 19.05.2006        | 26.09.2005     | 05.10.2005          |
| Nocą 13 lutego opanowany przez Xanę mężczyzna kładzie przed pokojem Aelity paczuszkę. Ta odpakowuje ją- w środku jest naszyjnik. Następnego dnia dziewczyna chwali się podarunkiem Yumi, która informuje ją, że z pewnością jest to prezent z okazji walentynek. Aelita dziękuje Jeremiemu jako domniemanemu ofiarodawcy. Chłopak usiłuje na własną rękę dowiedzieć się, kto dał naszyjnik Aelicie- podejrzewa Ulricha i Odda. Kłótnia z tym ostatnim powoduje, że obaj chłopcy lądują u dyrektora i otrzymują karę w postaci dwugodzinnego szlabanu. Sissi wręcza Ulrichowi prezent- bilety na koncert zespołu Subsonic. Niezadowolona z tego Yumi z wdzięcznością przyjmuje prezent od Williama- bukiet kwiatów. Ulrich rewanżuje się, czytając Sissi wiersz przeznaczony pierwotnie dla Yumi. Dziewczyna nie pozostaje dłużna- wylewnie dziękuję Williamowi i całuje go w policzek. Naszyjnik poddaje Aelitę kontroli Xany- dziewczyna na jednej z lekcji prosi Jeremiego, by pozwolił jej samej udać się do sektora piątego. Ponieważ chłopak nie chce się na to zgodzić, całuje go w policzek. Zaskoczony Jeremie ląduje na podłodze i, decyzją pani Hertz, na dywaniku u dyrektora, który karze go czterogodzinnym szlabanem. Yumi zapewnia Jeremiego, że Aelita pójdzie do Lyoko razem z nią. Przekonany chłopak wysyła obie dziewczyny do sektora leśnego. Opanowana przez Xanę Aelita ogłusza Yumi i próbuje dostać się do scyfozoi. W tej sytuacji Jeremie próbuje wezwać posiłki- przerywa Ulrichowi randkę z Sissi i dzwoni do Jima, nakazując mu głosem dyrektora zwolnienie Odda. Chłopcy przenoszą się do Lyoko (Ulrich wykorzystuje to, by poinformować Yumi, że wiersz był przeznaczony dla niej) i ratują Aelitę zarówno od scyfozoi, jak i wpływu Xany. Po powrocie grupy na Ziemię Yumi rozbija naszyjnik; Jeremie stwierdza, że jego zawartość może być przydatna w walce z Xaną. Na uwagę Ulricha, by Aelita nigdy nie przyjmowała prezentów od nikogo, dziewczyna odpowiada, że uratowanie jej życia przez Jeremiego to najpiękniejszy walentynkowy prezent. Ulrich przekonuje Sissi, by nakłoniła ojca do anulowania kary Jeremiemu. Dziewczyna, licząc na wyjście z Ulrichiem na koncert, zgadza się. |                 |                       |                         |                   |                |                     |
| 33 | Techno          | Final Mix             | Mix Final               | 20.05.2006        | 27.09.2005     | 12.10.2005          |
| Dyrektor szkoły pozwolił na zorganizowanie imprezy techno. W czasie aranżacji sali gimnastycznej Williamowi psuje się sprzęt do miksowania. Odd prosi Jeremiego o pomoc w tej sprawie; chłopak, zajęty szukaniem antywirusa, odmawia, ale Aelita decyduje się pomóc, tłumacząc Jeremiemu, że ona też chce skorzystać z życia. Okazuje się, że ma talent do miksowania, w związku z czym wystąpi na imprezie jako DJ. Xana opanowuje Jima, który przywiązuje Jeremiego do krzesła, a następnie porywa Aelitę z sali gimnastycznej i idzie z nią do fabryki, by dostarczyć ją scyfozoi. Reszta grupy próbuje jednocześnie powstrzymać Jima i pomóc Aelicie zachować jej wspomnienia. |                 |                       |                         |                   |                |                     |
| 34 | Zaginiony kod   | Missing Link          | Chaînon Manquant        | 21.05.2006        | 28.09.2005     | 19.10.2005          |
| W czasie pobytu w sektorze leśnym Yumi zostaje zaatakowana przez scyfozoę. Potwór kradnie część jej DNA, przez co dziewczyna nie może zostać zmaterializowana. Co gorsza, tego dnia jej klasa będzie mieć robione zdjęcie, a nieobecność grozi zawieszeniem. Odd wpada na pomysł- przebierze się za Yumi. Ulrich modyfikuje plan Odda- obaj udają się do Sissi i proszą ją, by przebrała się za Yumi. Dziewczyna niespodziewanie zgadza się, nie żądając niczego w zamian. W tym czasie Aelita udaje się do Lyoko- chce przekazać Yumi swoje DNA, by mogła powrócić na Ziemię. Jeremie odkrywa, że to pułapka Xany, który chce w ten sposób ukraść pamięć Aelity. Proces zostaje przerwany; w zamian chłopak wysyła Odda, Ulricha i Yumi do sektora piątego, by stamtąd wykradli zaginiony kod Yumi. Wszystko kończy się dobrze. Yumi, dziękując Sissi za zastępstwo, proponuje jej pójście z Ulrichem na koncert Subsonic i wręcza kupione wcześniej bilety. |                 |                       |                         |                   |                |                     |
| 35 | Loteria         | The Chips are Down    | Les Jeux sont Faits     | 22.05.2006        | 29.09.2005     | 26.10.2005          |
| Ulrich dowiaduje się, że ojciec Yumi stracił dotychczasową pracę, w związku z czym rodzina Ishiyama może wrócić do Japonii. Chłopak próbuje napisać list do prezydenta z prośbą o pomoc w tej sytuacji; jednocześnie słyszy w radiu zwycięskie numery w loterii. Ulrich idzie do fabryki i tam uruchamia mechanizm powrotu do przeszłości. Wypełnia kupon właściwymi numerami i ofiarowuje go rodzicom Yumi, prosząc o zachowanie tajemnicy. Państwo Ishiyama, podnieceni wygraną, zdradzają córce, skąd mają kupon. Yumi informuje o tym resztę grupy; Jeremie wyklucza Ulricha z ich grona. Przed jedną z lekcji Xana opanowuje Nicolasa. Na lekcji Jeremie odkrywa, że jedna z wież została aktywowana. Grupa udaje się do Lyoko. Kiedy wszyscy są w Lyoko, Nicolas pozbawia Jeremiego przytomności i sprawia, że rany zadawane przez potwory Xany bolą jak prawdziwe. Jednocześnie Ulrich, dzięki informacji Herve'a, dowiaduje się o opętaniu Nicolasa. Idzie do fabryki i pomaga Aelicie w dezaktywowaniu wieży. Nicolas trafia do pielęgniarki; Yumi informuje grupę, że jej ojciec dostał nową pracę, a Ulrich- że przekazał pieniądze (państwo Ishiyama odmówili ich przyjęcia) na rzecz organizacji pomocy Afryce. |                 |                       |                         |                   |                |                     |
| 36 | Marabunta       | Marabounta            | Marabounta              | 23.05.2006        | 30.09.2005     | 02.11.2005          |
| Na lekcji biologii pani Hertz opowiada o owadach społecznych, między innymi o mięsożernych mrówkach z gatunku Marabunta, żyjących w Ameryce Południowej. Jeremie informuje grupę, że odszyfrował sporą część dziennika Franza Hoppera, którego treść podsunęła mu pomysł na nowy sposób walki z Xaną. Chce pokazać to grupie, ale każdy z jej członków ma swoje plany na popołudnie. Ulrich śledzi Yumi i Williama, ćwiczących razem na basenie. Niestety, przez nieudolny skok do wody zostaje zdemaskowany i w złym nastroju wraca do internatu. W tym czasie Jeremie dzwoni do Odda i prosi go, by wezwał całą grupę do fabryki. Ulrich odmawia, twierdząc, że woli zostać sam. Jeremie prezentuje Oddowi i Aelicie Marabuntę- specjalny program, tworzący substancję walczącą z potworami Xany. Oboje przenoszą się do Lyoko, gdzie na własne oczy widzą, jak Marabunta pochłania wszystkie rodzaje stworów- od szerszeni po megaczołgi. Niestety, atakuje także Aelitę, ponieważ ma w sobie wirusa Xany. Odd, usiłujący laserowymi strzałami zniszczyć Marabuntę, również staje się celem ataku. Jeremie nie jest w stanie dezaktywować programu, który zaczyna atakować wszystko na swojej drodze. Chłopak wzywa na pomoc Yumi, która usiłuje nakłonić także Ulricha- bezskutecznie. W tym czasie w Lyoko Aelita i Odd zyskują nieoczekiwanych sojuszników- potwory Xany (świadomego, że śmierć Aelity oznacza śmierć jego samego) pomagają im w niszczeniu Marabunty. Ulricha odwiedza William, który radzi chłopakowi szczerze porozmawiać z Yumi. Chłopak decyduje się iść do Lyoko i pomóc grupie. Jeremie odkrywa sposób na pokonanie Marabunty- Odd musi laserową strzałą zniszczyć komórkę, która dała początek substancji. Po powrocie na Ziemię Ulrich i Yumi godzą się. |                 |                       |                         |                   |                |                     |
| 37 | Wspólna sprawa  | Common Interest       | Interêt Commun          | 24.05.2006        | 03.10.2005     | 09.11.2005          |
| Peter Duncan, opanowany przez Xanę przestępca, ucieka konwojującym go policjantom. Z relacji funkcjonariuszy wynika, że zbiegły nagle zyskał nadnaturalne moce. Grupa dowiaduje się o tym i podejrzewa kolejny atak Xany; jednak Jeremie informuje wszystkich, że nie jest to możliwe, ponieważ żadna z wież w Lyoko nie została aktywowana. W tym czasie Duncan napada na ciężarówkę przewożącą pręty uranowe (swoiste baterie, zasilające reaktory atomowe) i wykrada jeden z nich. W czasie lekcji matematyki Aelita traci przytomność i zostaje przewieziona do szpitala. Jeremie, Odd i Ulrich udają się do fabryki, by tam zbadać, co planuje Xana. W czasie pobytu Ulricha i Odda w Lyoko (i odkryciu przez nich aktywnej wieży) wyłącza się superkomputer. Jeremie odkrywa, że w reaktorze zasilającym komputer wyczerpuje się paliwo, co owocuje stopniowym znikaniem wszystkich obiektów znajdujących się w Lyoko. Informuje o wszystkim grupę, dodając jednocześnie, że może to zagrozić życiu Aelity. Chwilę później zostaje porwany przez Petera Duncana, by użyć skradzionej przezeń baterii do przywrócenia superkomputerowi pełnej sprawności. Dzwoni do grupy i nakazuje im przenieść Aelitę do fabryki, by mogła dotrzeć do Lyoko i dezaktywować wieżę. Pomimo wysiłków Duncana, który usiłuje unieszkodliwić Jeremiego, misja kończy się sukcesem. Grupa podrzuca nieprzytomnego przestępcę pod drzwi komendy policji. |                 |                       |                         |                   |                |                     |
| 38 | Pokusa          | Temptation            | Tentation               | 26.05.2006        | 25.11.2005     | 07.12.2005          |
| Po kolejnej ukończonej w Lyoko misji Jeremie planuje aktywować powrót do przeszłości. Grupa jest zdziwiona, ponieważ Xana nie dokonał na Ziemi żadnych zniszczeń, a podróży w czasie miano używać tylko w ostateczności. Jeremie nie tłumaczy motywów swojego postępowania i cofa czas. Na lekcji matematyki chłopak wychodzi z klasy, tłumacząc się koniecznością pójścia do pielęgniarki. Nie pojawia się na żadnej z późniejszych lekcji ani na obiedzie, co niepokoi grupę. Aelita odwiedza Jeremiego w jego pokoju; chłopak tłumaczy się nawałem pracy. Rozmowę przerywa odkrycie aktywowanej wieży: Jeremie wzywa przebywającą na stołówce resztę grupy do fabryki, ale wyjście uniemożliwia im opętana przez Xanę kucharka. Yumi udaje się przedostać do fabryki, gdzie wraz z Aelitą zostaje przeniesiona do Lyoko. Dziewczynie udaje się w porę dezaktywować wieżę; Jeremie po raz kolejny cofa czas. Nie mogąc się go doczekać, grupa idzie do pokoju chłopaka, gdzie zastają go nieprzytomnego. Zanoszą go do pielęgniarki: Aelita idzie z Oddem do fabryki, by sprawdzić superkomputer, a Yumi i Ulrich przeszukują pokój i komputer Jeremiego. Tam znajdują zaszyfrowany plik; dzięki pomocy Aelity udaje im się go odczytać- to wideodziennik Jeremiego, z którego wynika, że dzięki dziennikowi Hoppera i danym z sektora piątego dowiedział się, że powrót do przeszłości (i specjalny hełm) może zwiększyć jego inteligencję, potrzebną do badań nad wirusem Aelity. Aelita, Odd i Ulrich udają się do fabryki, a Yumi podążą za porwanym przez Xanę ambulansem, którym Jeremie miał być przewieziony do szpitala. Udaje jej się dostać do środka, ale ambulans, mimo wysiłków Jeremiego i Yumi, ląduje w rzece. Od utonięcia ratuje ich dezaktywowana przez Aelitę wieża i kolejny powrót do przeszłości. Jeremie na oczach grupy niszczy hełm. |                 |                       |                         |                   |                |                     |
| 39 | Złe zagranie    | A Bad Turn            | Mauvaise Conduite       | 27.05.2006        | 26.10.2005     | 16.10.2005          |
| Jeremie, Odd i Aelita zachęcają Ulricha do tego, by porozmawiał z Yumi o tym, co do niej czuje. Kiedy chłopak udaje się pod dom dziewczyny, widzi ją rozmawiającą z Williamem. Yumi odmawia spotkania z nim, ale tego Ulrich już nie widzi, dlatego wpada w zły humor. Następnego dnia nie chce rozmawiać z Yumi i wdaje się w bójkę z Williamem. W rezultacie ląduje u dyrektora, który wyznacza Ulrichowi i Williamowi szlaban w bibliotece. Tymczasem Jeremie odkrywa aktywowaną wieżę. Kiedy on, Odd, Aelita i Yumi docierają do fabryki, natykają się na kraba Xany. Drugi krab atakuje dom Ishiyamów; Hiroki informuje o wszystkim Yumi, która wraca, by zadbać o bezpieczeństwo swojej rodziny. Ponieważ ocalał tylko jeden skaner (pozostałe zniszczył krab), Jeremie najpierw wirtualizuje Aelitę, ale kiedy chce zrobić to samo z Oddem, ze skanera wychodzi kolejny krab. W tym czasie na terenie szkoły pojawia się kolejny krab; Ulrich, współpracując z Williamem, pokonuje potwora (dowiaduje się jednocześnie, że Yumi nie jest zainteresowana Williamem). William walnie przyczynia się także do pokonania kraba, z którym walczył w fabryce Odd. W tym czasie Ulrich próbuje zniszczyć kraba atakującego Ishiyamów. Aelita znakomicie radzi sobie sama w Lyoko i dezaktywuje wieżę. Po powrocie do przeszłości William zaprasza Ulricha na wspólną jazdę gokartami. |                 |                       |                         |                   |                |                     |
| 40 | Atak Zombie     | Attack of the Zombies | Contagion               | 28.05.2006        | 04.10.2005     | 23.10.2005          |
| Duch Xany wychodzi przez lampkę w pokoju Odda i przejmuje kontrolę nad Kiwim. Sissi zachowuje się arogancko wobec próbujących przeprowadzić z nią wywiad Milly i Tamiyi. Wieczorem dziewczyny, idąc do łazienki, natykają się na Kiwiego. Pies kąsa Tamiyę, która zmienia się w zombie i atakuje Milly. Dziewczyna ucieka do stołówki, gdzie kolację je Aelita, Odd, Ulrich i Jeremie. Od razu zdają sobie sprawę, że to, co spotkało Milly, jest kolejnym atakiem Xany. Ulrich wzywa Yumi, która biegnie do fabryki. Reszta grupy wraz z Sissi idzie do dyrektora, by poinformować go o wszystkim, ale drogę odcina im zmieniony w zombie Jim. Jeremie, Aelita i Odd wracają do stołówki, a Ulrich i Sissi uciekają do parku. Pojawiają się kolejne zombie- nauczyciele, uczniowie i personel szkoły, które zaczynają szturmować stołówkę. Obecny tam William wzywa policję i zabrania komukolwiek opuszczania pomieszczenia. Ulrich i Sissi decydują się na powrót do stołówki. W tym czasie Yumi dociera do fabryki i usiłuje się dowiedzieć, dlaczego tylko ona stawiła się na miejsce. Dowiedziawszy się o ataku zombie, wraca, by pomóc. Ulrich odciąga żywe trupy, by Sissi mogła wejść do stołówki, ale plan zawodzi- zombiem niemal udało się dostać do środka. Korzystając z okazji, Aelita i Jeremie (Odd, pokąsany przez Kiwiego, również zmienił się w zombie) biegną do fabryki. Jeremie przenosi dziewczyny do Lyoko. W tym czasie Ulrich i Sissi kierują obroną stołówki; część żywych trupów, kierowana przez Kiwiego, rusza do fabryki. W ostatniej chwili, kiedy i Jeremie stał się zombiem, Aelita dezaktywuje wieżę i uaktywnia się zaprogramowany wcześniej powrót do przeszłości. Po podróży w czasie grupa uświadamia Milly, że Sissi, kiedy chce, potrafi być miła, przyjacielska i dzielna. |                 |                       |                         |                   |                |                     |
| 41 | Ultimatum       | Ultimatum             | Ultimatum               | 29.05.2006        | 05.10.2005     | 30.10.2005          |
| Jeremie prezentuje grupie nową broń, która ma służyć obezwładnianiu ludzi opętanych przez Xanę- bombę elektromagnetyczną. Tuż przed rozpoczęciem lekcji dyrektor szkoły porywa Yumi i Odda. Świadkiem zdarzenia jest William, który o wszystkim informuje Sissi. Jeremie, Aelita i Ulrich dowiadują się o wszystkim od Nicolasa. Ich podejrzenia, że dyrektor jest pod kontrolą Xany, potwierdza odkrycie aktywowanej wieży i sms od Xany: jeśli do drugiej po południu Aelita nie zostanie oddana scyfozoi, Odd i Yumi zginą. Jim informuje wszystkich uczniów, że lekcje zostają odwołane; jednocześnie wzywa policję i prosi Williama i Sissi o pozostanie celem złożenia zeznań. Dziewczyna zauważa, że warto przesłuchać również przyjaciół Yumi i Odda. Aelita i Jeremie zostają złapani przez funkcjonariuszy, ale Ulrichowi udaje się przedrzeć do fabryki. Tam odbiera telefon od Yumi; dziewczyna informuje go, że ona i Odd znajdują się w magazynie chłodnicznym. Znając ich miejsce pobytu, zabiera bombę elektromagnetyczną celem zdetonowania jej. Jeremie i Aelita przekonują Sissi, że tylko oni mogą uratować jej ojca. Wciąż nieco wątpiąca dziewczyna zeznaje policji, że ojciec planował wysadzenie szkoły w powietrze. Policja ewakuuje teren, a Jeremie, Aelita i Sissi biegną do fabryki. Ponieważ Jeremie nie chce się zgodzić na wysłanie Aelity do Lyoko, dziewczyna prosi o pomoc Sissi, która unieszkodliwia chłopaka i wysyła Aelitę do Lyoko. Ulrichowi udaje się uratować Yumi i Odda, ale bomba jedynie oszałamia dyrektora; nieco później mężczyzna odcina grupie drogę do fabryki. Ulrich zostaje, by nie wpuścić opętanego przez Xanę dyrektora, a Yumi i Odd udają się do Lyoko, by pomóc Aelicie. Sissi opuszcza Jeremiego i idzie w kierunku wejścia do fabryki, by pomóc Ulrichowi. Aelita uchodzi scyfozoi i dezaktywuje wieżę. Dyrektor traci przytomność; Ulrich tłumaczy zaniepokojonej Sissi, że nikt (poza nim samym) nie będzie pamiętał niczego, co zaszło. Sissi dziękuje chłopakowi pocałunkiem. Po powrocie do przeszłości Ulrich jest bardzo miły dla Sissi, co zwraca uwagę Yumi. |                 |                       |                         |                   |                |                     |
| 42 | Miszmasz        | A Fine Mess           | Désordre                | 30.05.2006        | 06.10.2005     | 14.12.2005          |
| Po kolejnym pobycie w Lyoko Odd wychodzi ze skanera w ciele Yumi, a Yumi- w ciele Odda. Jeremie stwierdza, że przyczyną mógł być wirus w programie materializującym. Ponieważ nie może usunąć usterki od razu, Odd i Yumi zmuszeni są funkcjonować w nieswoich ciałach. Odd podchodzi do tego na luzie; usiłuje pomóc Ulrichowi w kontaktach z Yumi. Tamiya robi zdjęcie przytulonej parze, a Milly tworzy na tej podstawie wiadomość do kolumny plotkarskiej szkolnej gazetki. Yumi w imieniu Odda obrywa od dwóch dziewczyn, z którymi jednocześnie umówił się na randkę. Odd zadziwia Ishiyamów- w czasie kolacji używa widelca zamiast pałeczek i mówi po chińsku. Następnego dnia zadziwia także członków grupy, ubierając się w sposób absolutnie niepasujący do dotychczasowego wizerunku Yumi. Yumi i Odd informują Jeremiego, że na kilka chwil zniknęły im ręce. Chłopak informuje ich, że jeżeli nie wrócą do swoich ciał, ich atomy mogą ulec dezintegracji. Cała grupa idzie do fabryki. Aelita usiłuje zrestartować program materializujący, ale nie jest to możliwe. Jeremie przenosi wszystkich do sektora piątego, gdzie Aelita likwiduje czynniki, uniemożliwiające restart programu. Po powrocie z Lyoko Odd i Yumi odzyskują swoje ciała. Yumi czyta artykuł Milly o miłości jej i Ulricha i mówi Oddowi, co o nim sądzi.. |                 |                       |                         |                   |                |                     |
| 43 | Pocałunek Xany  | XANA's Kiss           | Mon Meilleur Ennemi     | 31.05.2006        | 07.10.2005     | 11.01.2006          |
| Odd chwali się Ulrichowi i Jeremiemu, że chodził już ze wszystkimi dziewczynami z klasy z wyjątkiem Heidi. Następnego dnia Ulrich i Odd są świadkami niezwykłego zdarzenia- Jeremie całuje Heidi. Równie zaskoczony jest William, widząc Yumi całującą się z Matthiasem. Heidi przerywa Jeremiemu spacer z Aelitą i dopytuje się, dlaczego ją pocałował. Słysząc te słowa, Aelita opuszcza chłopaka- wkrótce potem ona, Ulrich i Odd odmawiają siedzenia z Jeremiem przy jednym stoliku w czasie obiadu. William informuje Ulricha o tym, co widział. Kiedy podchodzi do nich Yumi, wypiera się pocałunku z Matthiasem. Jeremie i Yumi próbują dowiedzieć się, dlaczego grupa podejrzewa ich o coś, czego nie zrobili, kiedy widzą Ulricha całującego Sissi. Na lekcji historii Jeremie i Ulrich wzajemnie tłumaczą sobie, że nie zrobili tego, o co ich się podejrzewa. Po lekcji Aelita, na oczach Jeremiego, całuje Nicolasa. Chce potem porozmawiać z Jeremiem, ale chłopak mówi jej, jak bardzo się na niej zawiódł i odmawia rozmowy. Rozżalona Aelita biegnie do Pustelni. W tym czasie Jeremie odkrywa aktywowaną wieżę. Zbiera grupę w parku i tłumaczy im, że wszystkie przypisywane im pocałunki to atak Xany, który wysłał polimorficznego klona, mogącego wcielić się w dowolną osobę. Jeremie odwiedza Aelitę w Pustelni: tłumaczy jej strategię Xany i przeprasza za swoje zachowanie, całując ją. Przed drzwiami trafiają na Jeremiego- obaj chłopcy usiłują udowodnić, że ten drugi to polimorficzny klon. Aelita rozpoznaje prawdziwego Jeremiego i razem z nim, Ulrichem i Yumi biegnie do fabryki. Odd zostaje, by walczyć z klonem. Jeremie wysyła grupę do Lyoko; w tym czasie klon zwycięża i, przybierając postać Yumi, obezwładnia Jeremiego. Wkrótce potem pojawia się Odd i pomaga prawdziwej Yumi (pokonanej w Lyoko) w walce z klonem Xany. Aelicie udaje się dezaktywować wieżę. Po powrocie do szkoły prosi Jeremiego na stronę, tłumacząc to chęcią sprawdzenia czegoś. Tym czymś jest kolejny pocałunek, po którym Jeremie traci na chwilę kontakt z rzeczywistością. |                 |                       |                         |                   |                |                     |
| 44 | Lęk wysokości   | Vertigo               | Vertige                 | 01.06.2006        | 24.11.2005     | 11.01.2006          |
| Kolejna misja, odbywana na terenie Kartaginy, kończy się sukcesem- odkryciem kodu źródłowego wirusa, podobnego do tego, znajdującego się w ciele Aelity. W szkole odbywają się ćwiczenia we wspinaniu się; Ulrich nie chce brać w nich udziału, ale kpiny Williama robią swoje. W połowie ściany Ulrich przestaje się wspinać i spada na materace. Yumi i Odd dochodzą do wniosku, że chłopak cierpi na lęk wysokości, jednak Ulrich nie chce z nimi o tym rozmawiać i ucieka do parku. W tym czasie Jeremie rozpoczyna proces umieszczania w ciele Aelity antywirusa; mimo pewnych problemów cel zostaje osiągnięty. Odd i Yumi idą powiedzieć o wszystkim Ulrichowi. Po opuszczeniu pokoju Jeremiego Aelita staje się niewidzialna. Wraca do Jeremiego, który informuje ją, że Xana znów aktywował wieżę. Razem idą do fabryki, jednocześnie informując o wszystkim grupie, którą zaatakowało stado wilków pod przewodnictwem opętanego przez Xanę samca. Ulrich odwraca uwagę watahy, by Odd i Yumi mogli udać się do Lyoko. Aelita, z powodu błędu powstałego w czasie usuwania wirusa, nie jest w stanie dezaktywować wieży. Jeremie zmuszony jest dezaktywować antywirusa i cofnąć czas, by uratować pogryzionego przez wilki Ulricha. Po podróży w czasie Ulrich odmawia wspinaczki z Williamem, wymawiając się lękiem wysokości i dodając, że lepsze to niż arachnofobia (na którą cierpi William). |                 |                       |                         |                   |                |                     |
| 45 | Zimna wojna     | Cold War              | Guerre Froide           | 02.06.2006        | 25.11.2005     | 18.01.2006          |
| Do szkoły przyjeżdża sławny dziennikarz, Thomas Vincent, chcąc nakręcić dokument o żałosnym stanie dzisiejszych szkół. Jego aroganckie zachowanie względem wszystkich stopniowo obniża jego zalety w oczach osób, które widziały w nim kogoś wyjątkowego. Jeremie odkrywa aktywowaną wieżę i wysyła całą grupę do Lyoko. W pewnym momencie wieża sama się dezaktywuje; podejrzewając podstęp Xany, Jeremie i Aelita zostają w fabryce- reszta grupy wraca do szkoły. Xana aktywuje kolejną wieżę; na Ziemi jego atak objawia się śniegiem padającym na Kadic. Przybierający na sile mróz uniemożliwia Ulrichowi, Yumi i Oddowi dotarcie do fabryki, jednak świadomi tego, że tylko dezaktywowanie wieży może przynieść wymierne skutki, decydują się na wyjście. Pod wpływem mrozu jedno z drzew pęka i przygniata Yumi; Ulrich zostaje, próbując oswobodzić dziewczynę, a Odd podąża do fabryki. Przybywa do Lyoko w samą porę, by pomóc walczącej ze scyfozoą Aelicie. Po dezaktywowaniu wieży Jeremie, na prośbę Odda, aktywuje powrót do przeszłości, by ratować umierającą Yumi. |                 |                       |                         |                   |                |                     |
| 46 | Déjà Vu         | Déjà Vu               | Empreintes              | 03.06.2006        | 27.11.2005     | 18.01.2006          |
| Aelitę dręczą koszmary, w których przebywa w Pustelni i spotyka facetów w czerni. Następnego dnia opowiada o wszystkim grupie. Odd nawiązuje internetową znajomość z dziewczyną, która również uczęszcza do Kadic, i zastanawia się, kim może być. W czasie pobytu Aelity na basenie koszmar powraca- dziewczyna wpada do wody, z której ratuje ją Jeremie. Na lekcji chemii chłopak odkrywa aktywowaną wieżę, ale z powodu oporu pani Hertz nie może wyjść ze szkoły. W tym czasie Aelita na własną rękę idzie do Pustelni, przypominając sobie, jak to miejsce wyglądało niegdyś. W pewnym momencie dzwoni Jeremie i wzywa ją do fabryki, gdzie wszyscy już czekają. Aelita zwierza się im, że w swoich wizjach widziała mężczyznę, co do którego jest pewna, że był Franzem Hopperem. Cała grupa idzie do Lyoko; niewzywana przez Jeremiego sfera przenosi Aelitę do sektora piątego, która chce poznać źródło swoich wspomnień. Chłopak kieruje tam także Yumi, Ulricha i Odda. Grupa przybywa w samą porę, by uwolnić Aelitę od scyfozoi. Po powrocie do Lyoko dziewczyna dezaktywuje wieżę i wraz z grupą wraca na Ziemię. Odd odkrywa, że dziewczyna, z którą rozmawiał w internecie, to Sissi. |                 |                       |                         |                   |                |                     |
| 47 | Boskie ciało    | Tip-Top Shape         | Au Meilleur de sa Forme | 04.06.2006        | 28.10.2005     | 25.01.2006          |
| W szkole odbywają się badania lekarskie. Jeremie martwi się, że z powodu braku książeczki zdrowia Aelita będzie mieć problemy. W czasie pobytu dziewczyny w gabinecie chłopak wykrywa aktywowaną wieżę; każe Ulrichowi pilnować Aelity, a sam wraz z Oddem udaje się do fabryki, wzywając po drodze Yumi. Na oczach przebywającej w gabinecie Sissi pielęgniarka zostaje opętana przez Xanę, a następnie porywa Aelitę i ucieka z nią przez okno. Ulrich usiłuje oswobodzić dziewczynę, co mu się w końcu udaje. Poinformowany o wszystkim Jeremie postanawia wypróbować nowy sposób walki- samodzielnie aktywuje wieżę, dzięki czemu Odd zostaje obdarowany podobnymi zdolnościami, jak osoby opętane przez Xanę. Tak "uzbrojony" jest w stanie na równych prawach walczyć w pielęgniarką. W tym czasie reszta grupy przenosi się do Lyoko, by pomóc Aelicie dezaktywować wieżę. Jeremie odkrywa, że Xana przejął kontrolę nad aktywowaną przez chłopaka wieżą i odbiera Oddowi siły, wystawiając go na śmierć od ciosów pielęgniarki. Aelita jest zmuszona dezaktywować także "wieżę Jeremiego" co ratuje życie Odda i Jeremiego. Po powrocie z Lyoko grupa odnosi nieprzytomną pielęgniarkę do jej gabinetu i przedstawia obecnemu tam dyrektorowi mało wiarygodne, ale wystarczające mu wyjaśnienie całej sprawy: pielęgniarka chciała szybko odetchnąć świeżym powietrzem, dlatego wyszła przez okno. |                 |                       |                         |                   |                |                     |
| 48 | Jest tam kto?   | Is Anybody Out There? | Esprit Frappeur         | 05.06.2006        | 01.11.2005     | 25.01.2006          |
| Sissi dowiaduje się z gazety o Leonie Corbe- mężczyźnie, który zginął w trakcie budowania szkoły w Kadic. Na lekcji matematyki prosi Ulricha o spotkanie w piwnicy o północy. W nocy zdradza chłopakowi, dlaczego go zaprosiła- chce zorganizować (razem z Hervem i Nicolasem) seans spirytystyczny w celu wywołania ducha Leona Corbe. Zamiast niego pojawia się duch Xany. Ulrich każe iść Sissi do jej pokoju, a sam powiadamia o wszystkim Jeremiego, jednak chłopak nie wykrywa żadnej aktywnej wieży. W tym czasie Jim zostaje schwytany przez niewidzialnego już ducha Xany; kiedy Ulrich, Odd i Jeremie spieszą mu na ratunek, zjawa porywa Odda. Jeremie, używając gaśnicy, zmusza zjawę do ujawnienia się. Wszyscy członkowie grupy natychmiast zbierają się w fabryce, gdzie Jeremie odkrywa, że Xana uszkodził program wykrywający aktywne wieże. Aby go naprawić, chłopak wysyła do Kartaginy Aelitę i Yumi. Jednocześnie, by na bieżąco otrzymywać informacje o aktywowanych wieżach, wysyła do Lyoko Odda. Jeremiego i Ulricha atakuje duch Xany, przed którym chłopcy kryją się po całej fabryce. Jedyną pomocą przebywającym w sektorze piątym dziewczynom może służyć pokonany w Lyoko Odd. Dzięki wskazówkom Aelity ratuje dziewczynę od scyfozoi i pomaga jej dezaktywować odpowiednią wieżę. Po powrocie wszystkich członków grupy na Ziemię Jeremie decyduje się na powrót do przeszłości, co umożliwi naprawę programu wykrywającego wieże. Po podróży w czasie Odd udaje ducha Leona Corbe, czym skutecznie straszy wszystkich uczestników seansu spirytystycznego (z wyjątkiem Ulricha). |                 |                       |                         |                   |                |                     |
| 49 | Franz Hopper    | Franz Hopper          | Franz Hopper            | 06.06.2006        | 31.10.2005     | 01.02.2006          |
| W nocy Jeremie odkrywa, że Xana aktywował jednocześnie pięć wież. Chłopak wzywa całą grupę do fabryki, gdzie zastają nieznanego mężczyznę, dezaktywującego wszystkie wieże bez jakichkolwiek problemów. Nieznajomy przedstawia się jako Franz Hopper, twórca Lyoko i Xany. Tłumaczy grupie, że Aelita miała być strażniczką Lyoko, a sam Hopper w pewnym momencie stracił kontrolę nad Xaną i stał się jego więźniem przez ostatnie kilka lat. Proponuje Jeremiemu współpracę przy szukaniu antywirusa dla Aelity; chłopak zgadza się. Następnego dnia Jeremie obchodzi urodziny i z tej okazji otrzymuje prezent od Odda, Aelity, Yumi i Ulricha- rysunek wszystkich członków grupy. Razem udają się do fabryki na spotkanie z Franzem Hopperem; mężczyzna informuje Jeremiego, że proces wirtualizacji może być szkodliwy dla ludzkich organizmów- po przeprowadzeniu wstępnego skanu udowadnia mu, że Yumi grozi poważne niebezpieczeństwo. Ulrich, Yumi i Odd mają z tego powodu pretensje do Jeremiego. Wieczorem Yumi odbiera telefon od Franza Hoppera, który każe całej grupie stawić się jutro w fabryce. Następnego dnia mężczyzna informuje wszystkich, że odkrył sposób na opracowanie antywirusa, wymagający podróży do sektora piątego. Kiedy Jeremie sprzeciwia się temu, Franz nakazuje mu opuścić fabrykę. Rozżalony chłopak dzwoni do swojego ojca i prosi go o przeniesienie do szkoły dla utalentowanych uczniów. Nieco później dochodzi do wniosku, że Franz to w rzeczywistości Xana i idzie do fabryki, gdzie udaje mu spotkać się z Aelitą, idącą właśnie do skanera. Hopper przenosi Ulricha, Odda i Yumi bezpośrednio do Kartaginy. Obniża ich czujność czasowym zwiększeniem siły ich broni, a potem rozbraja ich całkowicie. Jednocześnie przenosi Aelitę do sektora pustynnego i wydaje ją na pastwę scyfozoi. Kiedy plan pozbawienia przez Hoppera życia wszystkich przebywających w Lyoko osób wydaje się zmierzać do finału, na ekranie superkomputera pojawia się błąd. Okazuje się, że wywołała go Aelita, która wysłała do Lyoko swoją kopię, a sama została z komputerem Jeremiego. Dowiedziawszy się o wszystkim, Hopper znika, a Jeremie może wreszcie pomóc Oddowi, Ulrichowi i Yumi. Jednocześnie przenosi Aelitę do Lyoko, by mogła dezaktywować specjalną, znajdującą się w Kartaginie wieżę. Po ukończeniu misji Jeremie oznajmia przybyłemu właśnie do internatu ojcu, że rezygnuje z przenosin do innej szkoły. Pan Belpois przyjmuje wyjaśnienia syna, prosząc go jednocześnie, by częściej dzwonił. |                 |                       |                         |                   |                |                     |
| 50 | Kontakt         | Contact               | Contact                 | 07.06.2006        | 25.11.2005     | 01.02.2006          |
| Odd prezentuje szkole krótki film swojego autorstwa ze sobą w roli głównej, Ulrichem w roli Jima i Sissi w roli potwora atakującego szkołę. Rozzłoszczona dziewczyna przerywa projekcję i czyni Oddowi wyrzuty. Nagle zaczyna zachowywać się bardzo dziwnie i przemawiać dziwnym językiem. Jim zabiera ją do pielęgniarki, która podejrzewa szok wywołany porażeniem prądem. Yumi podejrzewa, że może to być atak Xany, ale Jeremie nie wykrywa żadnej aktywnej wieży. W nocy Sissi przychodzi do pokoju chłopaka i zapisuje na kawałku papieru pozbawione sensu litery i cyfry. Następnego dnia Jeremie wpisuje je do superkomputera: w odpowiedzi uzyskuje wiadomość od nieznanego adresata, będącą próbą kontaktu. Ulrich i Aelita decydują się iść do Lyoko, by przeprowadzić rekonesans: odkrywają aktywowaną na biało wieżę. W tym czasie Yumi i Odd starają się dostarczyć przebywającą w szpitalu Sissi do fabryki, by mogła podyktować dalszą część wiadomości. Usiłuje im w tym przeszkodzić opanowana przez Xanę pielęgniarka. W związku z tym pojawia się aktywowana wieża; Aelita idzie ją dezaktywować, a Ulrich pilnuje tej aktywowanej na biało. Po dostarczeniu Sissi Odd udaje się do Lyoko, by pomóc walczącej z krabami i scyfozoą Aelicie, a Yumi odwraca uwagę lekarki. Aelicie udaje się w porę dezaktywować wieżę. Jeremie z pomocą komputera rozszyfrowuje wiadomość przekazaną przez Sissi- znajdują się tam dane, mogące posłużyć do stworzenia antywirusa dla Aelity. Nadawcą przekazu okazał się być Franz Hopper. |                 |                       |                         |                   |                |                     |
| 51 | Odkrycie        | Revelation            | Révélation              | 08.06.2006        | 09.12.2005     | 08.02.2006          |
| Jeremie, po dostarczeniu przez grupę niezbędnych danych z sektora piątego, jest bliski całkowitego odszyfrowania pamiętnika Hoppera. Ponieważ przetwarzanie tak wielkiej ilości danych powoli przekracza możliwości superkomputera, chłopak planuje wykorzystać dla swoich celów jedną z wież w Lyoko. Odd dostaje smsa- jakaś dziewczyna chce się z nim spotkać w parku. Jeremie wykrywa aktywowaną wieżę i powiadamia o wszystkim grupę. Ulrichowi, Yumi i Aelicie nie udaje się znaleźć Odda, więc tylko oni udają się do Lyoko. Po pewnym czasie pojawia się Odd; on także zostaje wysłany do Lyoko. W czasie transferu pojawia się błąd, a wieża samoczynnie dezaktywuje się. Grupa udaje się do wieży, którą Jeremie aktywował i wybrał na miejsce przetwarzania danych. W czasie gdy Aelita pracuje w wieży, Odd atakuje Ulricha. Jeremie odkrywa, że zamiast Odda w Lyoko znalazł się polimorficzny klon Xany. Pokonana w Lyoko Yumi udaje się na poszukiwania prawdziwego Odda, który został uwięziony na terenie Pustelni. Udaje jej się uratować go od utonięcia. W tym czasie Ulrich musi walczyć nie tylko z potworami Xany, ale i kopią polimorficznego klona, który przybrał kształt Ulricha. Na domiar złego Xana przejął kontrolę nad wieżą Jeremiego i cofnął wszystkie procesy przetwarzania danych. Jednak w pewnym momencie wieża zmienia barwę na białą, a proces deszyfracyjny zostaje wznowiony. Jeremie uważa to za osobistą interwencję Franza Hoppera. Dzięki tej pomocy pamiętnik zostaje odszyfrowany w całości i chłopak dzieli się z grupą jego treścią: Franz Hopper, zanim stworzył Lyoko oraz Xanę i został uwięziony przez tego ostatniego, żył na Ziemi i miał córkę, którą również przeniósł do Lyoko. Wszystko wskazuje na to, że jest nią Aelita. |                 |                       |                         |                   |                |                     |
| 52 | Klucze          | The Key               | Réminiscence            | 09.06.2006        | 09.12.2005     | 08.02.2006          |
| Jeremie prezentuje grupie zgromadzone w dzienniku Hoppera wideorelacje z poszczególnych dni tworzenia superkomputera i Lyoko; ostatnia z nich udowadnia, że Hopper wyposażył siebie i Aelitę w klucze do Lyoko, dzięki którym oboje mieli stać się władcami absolutnymi wykreowanego w superkomputerze świata i żyć tam wiecznie. Jeremie dochodzi do wniosku, że to właśnie klucze do Lyoko, znajdujące się we wspomnieniach Aelity, są celem Xany- dzięki nim byłby w stanie opuścić superkomputer. Odkrywa także, że ostatnia, brakująca część wspomnień Aelity znajduje się w sektorze piątym. Jej zdobycie oznacza uniezależnienie dziewczyny od Xany i możliwość wyłączenia superkomputera. Grupa jest z tego zadowolona- zakończenie przygody z Lyoko planują uczcić na szkolnej dyskotece. Aelita nie podziela ich nastroju- wciąż nie może pogodzić się z tym, że jej ojciec wykorzystał ją. Pod wpływem impulsu idzie do fabryki, by wyłączyć superkomputer i uchronić świat od zagrożenia, jakim jest Xana. W tym czasie Ulrich, widząc Yumi rozmawiającą z Williamem, zaprasza Sissi na dyskotekę. Ponieważ później okazuje się, że Yumi odmówiła Williamowi i chciała iść z Ulrichem, ten ostatni nie jest w dobrym nastroju. Jeremie znajduje nieprzytomną Aelitę; włączając superkomputer, przywraca ją do życia. Ulrich odwiedza Yumi w jej domu; rozmowę przerywa im telefon od Jeremiego, który wzywa całą grupę do fabryki. Planuje wysłać wszystkich do sektora piątego i odzyskać ostatnią cząstkę wspomnień Aelity. W czasie misji w Kartaginie Aelita zostaje zaatakowana przez scyfozoę i traci wszystkie wspomnienia, w wyniku czego Xana przejmuje całkowitą kontrolę nad Lyoko i jest gotowy do opuszczenia superkomputera. Jednak kiedy Aelita poznaje ostatnią cząstkę swoich wspomnień, Xana traci władzę nad Lyoko na rzecz Franza Hoppera. Dziewczyna jest teraz niezależna od superkomputera, ale to samo tyczy się Xany. Grupa obiecuje Aelicie, że razem będą walczyć przeciw Xanie i znajdą jej ojca. |                 |                       |                         |                   |                |                     |

## Seria trzecia
| Nr | Tytuł polski        | Tytuł angielski      | Tytuł francuski          | Premiera w Polsce | Premiera w USA | Premiera we Francji |
| --- | ------------------- | -------------------- | ------------------------ | ----------------- | -------------- | ------------------- |
| 53 | W samo serce        | Straight to Heart    | Droit au Cœur            | 01.10.2007        | 04.10.2006     | 09.09.2006          |
| Rozpoczyna się nowy rok szkolny. Nowy podział uczniów sprawia, że Odd ląduje w innej klasie niż Aelita, Ulrich i Jeremie. Chłopak decyduje się iść do dyrektora i przekonać go do zmiany decyzji. Okazuje się, że to na prośbę Jima Odd wylądował w innej klasie niż jego koledzy. Chłopak chce z nim porozmawiać, ale nie zastaje go w pokoju. Znajduje tam za to film z Jimem bawiącym się na dyskotece; spotyka się z nauczycielem i informuje go, że jeżeli nie przeniesie go do jednej klasy z Ulrichem i Jeremiem, udostępni wszystkim płytę z filmem. Yumi oznajmia Ulrichowi, że przez wakacje dużo myślała o związku ich łączącym: chce go zakończyć i być dla Ulricha tylko przyjaciółką. Jeremie wzywa całą grupę do fabryki, ponieważ Xana wysłał potwory do sektora piątego. Ulrich, Odd, Yumi i Aelita docierają do atakowanego przez potwory Xany miejsca, które Jeremie określa jako "serce Lyoko" - miejsce, od którego istnienia zależy istnienie całego wirtualnego świata. Pod koniec misji w Kartaginie okazuje się, że Aelita zyskała nowe zdolności- może wysyłać kule energii, niszczące wrogów w sposób podobny do laserowych strzał Odda; utrata wszystkich punktów życia nie oznacza także jej bezpowrotnego odejścia. Odd, przekonany przez przyjaciół, decyduje się oddać Jimowi płytę z filmem; mimo to nauczyciel przenosi Odda do jednej klasy z Jeremiem, Ulrichem i Aelitą. |                     |                      |                          |                   |                |                     |
| 54 | Lyoko minus jeden   | Lyoko Minus One      | Lyokô Moins 1            | 02.10.2007        | 05.10.2006     | 16.09.2006          |
| W szkole odbywają się wybory do samorządów klasowych: Odd, Jeremie i Herve na lekcji historii prezentują swoje programy. W tym czasie Yumi jedzie ze swoją klasą, Jimem i panią Hertz do parku, by tam badać wpływ zanieczyszczeń na środowisko naturalne. W pewnym momencie Xana przejmuje kontrolę nad wszystkimi osobami w autobusie, które usiłują schwytać Yumi. Dziewczyna dzwoni do Jeremiego, przerywając mu zarazem jego wystąpienie. Chłopak zbiera grupę na dziedzińcu szkolnym i odkrywa aktywowaną wieżę w sektorze leśnym; każe Ulrichowi udać się do lasu, by pomóc Yumi, a sam, wraz z Oddem i Aelitą, idzie do fabryki. Ich rozmowę podsłuchuje odbywający w jednej z klas szlaban William. Postanawia śledzić Ulricha i pomóc Yumi. Aelita zostaje zaatakowana przez scyfozoę, co pozwala Xanie przejąć kontrolę nad jej poczynaniami. Dziewczyna wchodzi do jednej z nieaktywnych wież i zamiast słów CODE:LYOKO wpisuje CODE:XANA. Powoduje to zniknięcie całego sektora leśnego - a więc i aktywowanej przez Xanę wieży, co ratuje życie Ulrichowi i Yumi. Jeremie w porę dematerializuje Aelitę i Odda. Ulrich przenosi nieprzytomnego Williama z powrotem do klasy, przez co chłopak sądzi, że wszystko, co przeżył, było tylko snem. Odd zostaje przewodniczącym samorządu swojej klasy. |                     |                      |                          |                   |                |                     |
| 55 | Fala przypływu      | Tidal Wave           | Raz de Marée             | 03.10.2007        | 06.10.2006     | 23.09.2006          |
| Na wychowaniu fizycznym pielęgniarka tłumaczy klasie, jak powinni się odżywiać. Po lekcji Jeremie udaje się z Aelitą do fabryki, gdzie odkrywają aktywowaną wieżę w sektorze górskim. W tym czasie Odd, zdegustowany obiadowym menu, planuje wraz z Ulrichem włamać się do magazynu stołówki i najeść się porządnie. Na ich oczach Xana przejmuje kontrolę nad znajdującym się tam jedzeniem. Jeremie wzywa całą grupę do fabryki. Yumi dociera tam od razu, a Odd - po ucieczce przed opętanymi produktami żywnościowymi, które chciały obezwładnić jego, Jima i Ulricha. Ten ostatni zostaje na Ziemi, by nie pozwolić jedzeniu na dotarcie do Jeremiego. Wkrótce do chłopaka dołącza pokonana w Lyoko Yumi. Jeremie wysyła Odda i Aelitę do sektora piątego, by odparli kolejny atak potworów Xany na serce Lyoko. Po wykonaniu tej misji Aelita wraca do sektora górskiego, by tam dezaktywować wieżę. Jeremie decyduje się na aktywowanie powrotu do przeszłości. |                     |                      |                          |                   |                |                     |
| 56 | Fałszywy trop       | False Lead           | Fausse Piste             | 04.10.2007        | 10.10.2006     | 30.09.2006          |
| Odd jest rozzłoszczony, ponieważ ktoś ukradł Jean-Pierre'a - jego tamagotchi. W tym czasie dyrektora szkoły odwiedza dwoje tajnych agentów: informują go, że jeden z jego uczniów włamał się do komputera fabryki zbrojeniowej. Szybko ustalają, że chodzi o Jeremiego Belpois, i rozpoczynają śledzenie go, korzystając m.in. z pomocy Jima. Jeremie wykrywa aktywną wieżę i wraz z innymi członkami grupy udaje się do fabryki. Wysłana do Lyoko grupa odkrywa, że podejrzana wieża nie jest aktywna. W tym czasie agenci odkrywają obecność Jeremiego w fabryce i aresztują go. Chłopak zdaje sobie sprawę, że rzekome włamanie do komputera w fabryce to sprawa Xany. Zaniepokojony brakiem wiadomości od Jeremiego Ulrich prosi Odda, by zabił go, umożliwiając mu w ten sposób powrót na Ziemię. Xana przejmuje kontrolę nad agentami i nakazuje im zniszczenie superkomputera. Kiedy jeden z agentów zajęty jest niszczeniem skanerów, a drugi- atakowaniem Jeremiego, Ulrich informuje grupę, że Xana aktywował kolejną wieżę. Aelicie udaje się dezaktywować wieżę przed zniszczeniem przez agentów superkomputera i Jeremiego. Chłopak aktywuje powrót do przeszłości. Po podróży w czasie Yumi przyznaje się, że to ona namówiła Ulricha do kradzieży tamagochi. |                     |                      |                          |                   |                |                     |
| 57 | Aelita              | Aelita               | Aélita                   | 05.10.2007        | 11.10.2006     | 07.10.2006          |
| Odd cierpi z powodu okropnego zapachu swoich stóp. Ponieważ może to zagrozić jego reputacji (zwłaszcza kontaktom z dziewczynami), udaje się do pielęgniarki, by pomogła mu rozwiązać jego problem. Aelita coraz częściej popada w zamyślenie, przypominając sobie pierwsze dni swojego pobytu w Lyoko. Pyta Jeremiego, czy sądzi, że jej ojciec może wciąż być żywy. Chłopak nie jest co do tego przekonany i każe dziewczynie zapomnieć o przeszłości. Rozzłoszczona Aelita biegnie do Pustelni, by tam się wypłakać. Odd wybiera się na jej poszukiwania; dziewczyna namawia go na samodzielną wyprawę do Kartaginy, by poszukać tam informacji o Hopperze. Jeremie odkrywa aktywowaną wieżę; razem z Ulrichem i Yumi udaje się do fabryki i wysyła ich do Lyoko, licząc na późniejsze zjawienie się Aelity. Nieco później odkrywa obecność jej i Odda w Lyoko. Nakazuje im zająć się aktywną wieżę, ale chwilę potem odkrywa, że Xana znów atakuje serce Lyoko. Wobec tego przenosi Ulricha i Yumi do sektora piątego, by pomogli w odparciu ataku. Po ukończeniu misji Aelita zbiera dane o Franzu Hopperze. Jeremie odkrywa wśród nich fragment DNA, należący do Hoppera, wskazujący na to, że ojciec Aelity wciąż żyje gdzieś w Lyoko. |                     |                      |                          |                   |                |                     |
| 58 | Zawody              | The Pretender        | Le Prétendant            | 06.10.2007        | 12.10.2006     | 14.10.2006          |
| W czasie porannej toalety do Ulricha podchodzi Johnny, rówieśnik Milly, i prosi go o chwilę rozmowy. Wynika z niej, że chłopak jest zainteresowany Yumi. Kierowany zazdrością Ulrich radzi Johnny'emu, by nie odstępował Yumi na krok w celu zwrócenia jej uwagi, doskonale wiedząc, że dziewczynie się to nie spodoba. Takie postępowanie nie budzi także akceptacji grupy. Xana opanowuje stado ptaków, które atakują poszczególnych członków grupy. Jeremie, Aelita, Odd i Ulrich (nie bez problemów) dostają się do fabryki i usiłują dezaktywować wieżę w rejonie pustynnym. Inaczej rzecz ma się z Yumi, która została zaatakowana na sali gimnastycznej i zdołała jedynie uciec do składziku z narzędziami. Johnny prowadzi tam dyrektora i Jima; mężczyźni znajdują dziewczynę w bardzo złym stanie i decydują się wysłać ją do szpitala. W tym czasie Jeremie zostaje zaatakowany przez ptaki i, pomimo że Aelita dezaktywowała wieżę, nie jest w stanie uruchomić programu materializującego ani powrotu do przeszłości. Na domiar złego Aelita została zaatakowana przez scyfozoę i opętana przez Xanę, a Ulrich- pozbawiony broni. Kontrolę nad superkomputerem przejmuje pokonany w Lyoko Odd. Yumi odzyskuje przytomność w karetce i dowiaduje się od towarzyszącego jej Johnny'ego, że to Ulrich kazał mu śledzić dziewczynę. Pozostająca pod kontrolą Xany Aelita wpisuje CODE:XANA, co powoduje zniszczenie sektora pustynnego. Jeremie aktywuje powrót do przeszłości. |                     |                      |                          |                   |                |                     |
| 59 | Tajemnica           | The Secret           | Le Secret                | 07.10.2007        | 13.10.2006     | 21.10.2006          |
| Późną nocą Yumi odbiera telefon od Jeremiego, który wzywa ją do fabryki. Wychodząc na zewnątrz, zderza się z jadącym na deskorolce Williamem. Udaje jej się go pozbyć, ale zanim pojawia się w fabryce, reszcie grupy udaje się dezaktywować wieżę. Następnego dnia Yumi, która wybiera się na basen ze swoją klasą, nie chce rozmawiać o wydarzeniach wczorajszego wieczoru; William przysięga, że odkryje tajemnicę dziewczyny. Jeremie odkrywa aktywną wieżę, ale on i Aelita nie mogą od razu iść do fabryki, ponieważ muszą przedstawić na lekcji historii prezentację o I wojnie światowej. Wobec tego tylko Ulrich i Odd udają się do fabryki; nie wiedzą, że śledzi ich William. Wkrótce potem Aelita i Jeremie także idą do fabryki, rozmawiając o Lyoko i Xanie. William wchodzi za nimi do windy i domaga się wyjaśnień na temat Xany. Kiedy dowiaduje się o celu ich poczynań, proponuje, że pójdzie po Yumi. Jeremie zgadza się, a następnie wysyła Ulricha, Odda i Aelitę do Lyoko. W tym czasie Xana przejmuje kontrolę nad pracownikiem budowlanym, który rozmieszcza bomby na terenie fabryki. William i Yumi (po poinformowaniu przez tego pierwszego o ataku Xany) walczą z mężczyzną aż do momentu, gdy Aelita dezaktywuje wieży. William odkrywa, że mężczyzna pracuje przy wyburzaniu budynków, co oznacza, że fabryka może w każdej chwili wylecieć w powietrze. Poinformowany o wszystkim Jeremie nie może aktywować powrotu do przeszłości, ponieważ Aelita (atakowana przez scyfozoę) ciągle jest w Lyoko. Yumi przenosi się do Lyoko, by pomóc dziewczynie, a William, współpracując z Oddem i Ulrichem, odnajduje główny zapalnik i w porę go rozbraja. Grupa przeprowadza głosowanie, które ma zdecydować o losach Williama - chłopak chce stać się częścią walczącej z Xaną grupy. Yumi głosuje na "nie", co wystarcza, by uniemożliwić przyjęcie Williama. Jeremie aktywuje powrót do przeszłości.                               |                     |                      |                          |                   |                |                     |
| 60 | Chwilowe szaleństwo | Temporary Insanity   | Une Tarentule au Plafond | 08.10.2007        | 16.10.2006     | 01.11.2006          |
| Pod koniec kolejnego pobytu w Kartaginie Odd i Ulrich zostają trafieni przez świecące na czerwono manty nieznanym promieniem. Jeremie obiecuje zbadać ewentualne skutki trafienia. W szkole odbywa się przedstawienie (scena balkonowa z Romea i Julii), w której grają wszyscy członkowie grupy. W jego trakcie Ulrich i Odd zaczynają się zachowywać się tak, jakby byli w Lyoko - biorą uczniów, nauczycieli i dyrektora za potwory Xany. Zostają uznani za niepoczytalnych i przewiezieni do szpitala. Jeremie odkrywa, że za dziwne zachowywanie chłopców odpowiada Xana i aktywowana w Lyoko wieża. Aelita i Yumi udają się do szpitala, by uwolnić chłopców i wraz z nimi udać się do Kartaginy. W międzyczasie Jeremie odkrywa, że Xana przypuścił kolejny atak na serce Lyoko. Dziewczyny "wykradają" Odda i Ulricha ze szpitala i prowadzą ich do fabryki, gdzie Jeremie przenosi wszystkich do Lyoko. Tam okazuje się, że Ulrich i Odd uważają potwory Xany za postacie z Ziemi (np. Sissi, Herve'a i Nicolasa). Yumi zostaje przetransportowana do sektora piątego, by tam odpierać ataki na serce Lyoko. Kiedy Aelicie udaje się dezaktywować wieżę, rusza- wraz z Ulrichem i Oddem - na pomoc Yumi. Misja kończy się sukcesem - po powrocie na Ziemię Odd i Ulrich zachowują się normalnie. Jeremie aktywuje powrót do przeszłości. |                     |                      |                          |                   |                |                     |
| 61 | Sabotaż             | Sabotage             | Sabotage                 | 09.10.2007        | 17.10.2006     | 02.11.2006          |
| Pod koniec kolejnej misji w Lyoko uwagę grupy zwracają dziwne zdarzenia, utrudniające ich walkę z Xaną - "zawieszanie się" Odda, prześwitywanie postaci Yumi, rozmazywanie obrazu Ulricha i potworów Xany. Po powrocie na Ziemię Jeremie obiecuje zająć się tym problemem. Wieczorem odkrywa, że przyczyną dziwnych zdarzeń jest zły stan jednej z części superkomputera- popsuł ją człowiek opętany przez Xanę. Następnego dnia chłopak informuje grupę, że w ciągu trzech godzin może nastąpić całkowite zniszczenie superkomputera. Ponieważ Jim każe Jeremiemu posprzątać w pokoju, to Aelita musi dokonać niezbędnych napraw. W międzyczasie Xana aktywuje wieżę. Aelita odkrywa to i wzywa Ulricha i Odda do fabryki. Yumi, przebywająca na wycieczce w parku, także zostaje o wszystkim powiadomiona. Odd i Ulrich zostają zaatakowani przez żywe korzenie. Uwolniony od towarzystwa Jima Jeremie również idzie do fabryki; po drodze uwalnia Ulricha, ale zanim może pomóc Oddowi, sam zostaje oplątany. Również Yumi zostaje zaatakowana przez korzenie, wobec czego tylko Ulrich i Aelita przenoszą się do Lyoko, by tam dezaktywować wieżę. Jeremie i Odd wyplątują się z pułapki i ruszają na pomoc Aelicie i Ulrichowi. Odd przenosi się do Lyoko, a Jeremie usiłuje uratować superkomputer od zagłady, restartując go. Nie może jednak zrobić tego bez dezaktywacji wieży, a jednocześnie bohaterowie w Lyoko nie są w stanie unieszkodliwić wieży przez uszkodzenia w superkomputerze. Wobec tego Aelita decyduje się na celowe zniszczenie sektora polarnego. Umożliwia to Jeremiemu restart systemu i uratowanie pozostałej części Lyoko. Zniknięcie aktywowanej wieży uwalnia także Yumi od grożących jej korzeni. |                     |                      |                          |                   |                |                     |
| 62 | Bezcielesność       | Nobody in Particular | Désincarnation           | 10.10.2007        | 18.10.2006     | 03.11.2006          |
| Ulrich otrzymuje złą ocenę z testu z fizyki i grozi mu powtarzanie klasy. Jeremie oznajmia grupie, że udało mu się opracować program, pozwalający na bezpośrednie przenoszenie do Kartaginy. Ponieważ jeszcze go nie testował, potrzebuje ochotnika. Losowanie wskazuje na Ulricha, który, choć niechętnie, zgadza się na uczestniczenie w eksperymencie. Próba kończy się fiaskiem - Ulrich nie pojawia się ani w Kartaginie, ani w żadnej innej części Lyoko. Wczesnym rankiem Ulrich wychodzi ze skanera (zyskując zdolność przenikania przez ośrodki materialne) i udaje się do pokoju Jeremiego, ale chłopak nie widzi go i nie słyszy. Na jego widok i głos nie reaguje także Aelita i Odd- tylko Kiwi go zauważa. Ulrich wnika w ciało psa, dzięki czemu może poinformować grupę o tym, co się stało. Jeremie dochodzi do wniosku, że w czasie transferu do Lyoko ciało i umysł Ulricha zostały oddzielone. Jeremie i Aelita udają się do fabryki, by popracować na superkomputerze; w tym czasie Ulrich przejmuje kontrolę nad ciałem Jima: jako nauczyciel wychowania fizycznego odbiera telefon od pani Hertz, która prosi go o przyjście do sali gimnastycznej i... nauczenie kroków tanga. Jeremie powiadamia Yumi, że znalazł poruszające się ciało Ulricha w sektorze piątym. Ponieważ Ulrich (jako Jim) i Odd biorą udział w radzie pedagogicznej, tylko Yumi i Aelita mogą się przenieść do Kartaginy. Okazuje się, że to Xana przejął kontrolę nad ciałem Ulricha i używa go do ataku na serce Lyoko. Ulrich (jako Jim) przekonuje radę pedagogiczną, by dała Sternowi drugą szansę. Po uzyskaniu zgody wszystkich nauczycieli Ulrich i Odd udają się do Kartaginy, by pomóc w odpieraniu ataku Xany. Jeremiemu udaje się połączyć w jedno umysł i ciało Ulricha. |                     |                      |                          |                   |                |                     |
| 63 | Potrójny kłopot     | Triple Trouble       | Triple Sot               | 11.10.2007        | 19.10.2006     | 06.11.2006          |
| Odd jest rozgoryczony faktem, że nie posiada żadnych supermocy, które pozwalają mu na efektywną walkę z Xaną. Jeremie projektuje dla niego nową umiejętność- teleportację (w celu przeniesienia się w wybrane miejsce Odd musi mieć je w zasięgu wzroku i wypowiedzieć słowo "teleportacja"). Niestety okazuje się, że przenosiny z miejsca na miejsce powodują, że Odd w miejscu swojego ostatniego pobytu zostawia własną kopię. W ten sposób w Lyoko (oraz później na Ziemi) pojawia się troje Oddów. Jeremie obiecuje rozwiązać ów problem. Szybko dochodzi do konfliktów między klonami; ich zachowanie wywołuje także małe zamieszanie w szkole. Jeremie dzwoni do "oryginalnego" Odda, informując go, że znalazł sposób na unifikację chłopaka i jego kopii, wymagający wizyty wszystkich trojga w fabryce; informuje go jednocześnie, że ciała klonów są bardzo niestabilne i mogą w każdej chwili zniknąć. Wkrótce potem Jeremie odkrywa aktywną wieżę i wzywa resztę grupy do fabryki. W tym czasie Xana atakuje, przybierając postać mgły, obracającej ludzi w kamień. Ofiarą pada m.in. Jim i jedna z kopii Odda. Ulrich, Yumi i Aelita idą do Lyoko, a oryginalny Odd wyrusza na poszukiwanie ostatniego klona. Wyprawa kończy się sukcesem- wszyscy Oddowie trafiają do skanerów; w wyniku procesu wirtualizacji do Lyoko trafia tylko "oryginał". Aelita dezaktywuje wieżę, a Jeremie uruchamia powrót do przeszłości. Po podróży w czasie Jeremie proponuje, że naprawi program do teleportacji Odda, ale ten odmawia. |                     |                      |                          |                   |                |                     |
| 64 | Podwójny kłopot     | Double Trouble       | Surmenage                | 12.10.2007        | 20.10.2006     | 07.11.2006          |
| Dyrektor szkoły wzywa do siebie Yumi i informuje ją, że opuściła zbyt wiele godzin lekcyjnych. Jeszcze jedna nieobecność oznaczać będzie wydalenie ze szkoły. Grupa dochodzi do wniosku, że coraz cięższa walka z Xaną wymaga przyjęcia jeszcze jednej osoby do ich grona. Aelita proponuje Williama, ale Yumi stanowczo się temu sprzeciwia. Jeremie spędza noc w fabryce, usiłując skończyć prace nad programem, pozwalającym na bezpośrednie przechodzenie do sektora piątego. Rankiem wykrywa aktywną wieżę. Nieco później chłopak pojawia się w pokoju Aelity i informuje ją, że program jest gotowy; zbiera grupę i próbuje namówić jej członków do przetestowania programu, ale wszyscy są zajęci. W tym czasie prawdziwy Jeremie wychodzi z rzeki i powiadamia Odda, że Xana stworzył polimorficznego klona, który przebrał jego kształt. Kopia podsłuchuje rozmowę i ogłusza Odda. Wobec tej sytuacji Jeremie wzywa Yumi (dzięki Williamowi udaje jej się bezpiecznie uciec z lekcji) i każe jej zebrać resztę grupy w fabryce. Klon udaje się do fabryki i zrzuca Jeremiego z dużej wysokości. Ponieważ Ulrich pisze ważny test, tylko Yumi, Odd i Aelita zostają przeniesieni przez klona Jeremiego do Lyoko. Tam kopia ujawnia swoją prawdziwą naturę: osłabia członków grupy i wysyła na nich scyfozoę. Aelita po raz kolejny zostaje opanowana przez Xanę i ma zamiar zniszczyć kolejny sektor- tym razem górski. Ulrich przybywa w sam raz na czas, by pomóc prawdziwemu Jeremiemu w pokonaniu kopii i przejęciu kontoroli nad supekomputerem. Grupie nie udaje się powstrzymać Aelity- dziewczyna wpisuje w wieży CODE:XANA, niszcząc ostatni z czterech sektorów Lyoko. Jeremiemu udaje się przenieść wszystkich członków grupy na Ziemię. Zniknięcie wieży niszczy też klona. Jeremiemu udaje się ukończyć program, pozwalający na przenoszenie członków grupy bezpośrednio do Kartaginy. Yumi zgadza się, by William stał się częścią grupy. |                     |                      |                          |                   |                |                     |
| 65 | Ostatnia runda      | Final Round          | Dernier Round            | 13.10.2007        | 23.10.2006     | 08.10.2006          |
| Ulrich, Yumi, Odd, Aelita i Jeremie ostatecznie decydują się przyjąć Williama jako czwartego wojownika Lyoko. Chłopak zostaje zeskanowany, co chroni jego pamięć przed skutkami powrotu do przeszłości. Następnego dnia na sali gimnastycznej odbywa się konkurs jazdy na desce, w którym bierze udział m.in. Odd i Samantha. Jeremie kończy program, pozwalający na odnalezienie ojca Aelity. Ponieważ chłopak zostaje zatrzymany przez Milly i Tamiyę, które chcą przeprowadzić z nim wywiad, Aelita sama idzie do fabryki wypróbować program. Tam odkrywa, że Xana przypuścił kolejny atak na serce Lyoko. Próbuje wezwać członków grupy do fabryki, ale Jeremie jest zajęty wywiadem, Odd bierze udział w konkursie, do Ulricha przyjechał jego ojciec, a Yumi musi się zająć młodszym bratem: tylko William ma czas, by pomóc Aelicie. Oboje przenoszą się bezpośrednio do Kartaginy. William znakomicie radzi sobie z zabijaniem potworów, ale nie chcąc słuchać rad Jeremiego (który w międzyczasie pojawił się w fabryce) zostaje pokonany przez scyfozoę; Xana przejmuje kontrolę nad chłopakiem i czyni go dowódcą armii potworów, atakujących serce Lyoko. Ulrich, Odd i Yumi uwalniają się od swoich obowiązków i próbują powstrzymać Williama, ale nie udaje im się to. Zabrakło także czasu na sprowadzenie Franza Hoppera na Ziemię. Sektor piąty zostaje zniszczony, a William staje się personifikacją Xany. Grupa zbiera się w Pustelni, by przedyskutować nową sytuację. Jeremie otrzymuje wiadomość, wysłaną przez internet, której nadawcą jest Franz Hopper. |                     |                      |                          |                   |                |                     |

## Seria czwarta
| Nr | Tytuł polski             | Tytuł angielski                | Tytuł francuski             | Premiera w Polsce | Premiera w USA | Premiera we Francji |
| --- | ------------------------ | ------------------------------ | --------------------------- | ----------------- | -------------- | ------------------- |
| 66 | William powraca          | William Returns                | Renaissance                 | 15.12.2007        | 18.05.2007     | 13.08.2007          |
| Jeremie, używając syntezatora mowy, wchodzi w rolę ojca Williama i informuje dyrektora szkoły, że jego "syn" przez jakiś czas będzie nieobecny. Następnego dnia chłopak powiadamia grupę, że dzięki wskazówkom Franza Hoppera on i Aelita zaczęli prace nad odtworzeniem Lyoko. W czasie obiadu Sissi podsłuchuje rozmowę grupy, poświęconą kłótni Milly i Tamiyi o szkolną gazetkę i filmowi z Jimem w roli króla disco. Dziewczyna zaprasza do siebie obie reporterki i oznajmia im, że postanowiła uratować gazetkę i zostać jej redaktorem naczelnym. Wieczorem grupa spotyka się w fabryce i jest świadkiem odbudowy serca Lyoko i sektora piątego. Kolejnego dnia Jim pokazuje Oddowi szkolną gazetkę ze swoim zdjęciem z dyskoteki na okładce: zarzuca chłopakowi, że zdradził jego sekret. Wkrótce potem w szkole pojawia się William- tłumaczy grupie, że nie pamięta niczego, co stało się po ataku scyfozoi. Ponieważ Jeremie nie wykrywa aktywnej wieży, nikt nie uważa chłopaka za osobę pozostającą pod kontrolą Xany. Wieczorem Jeremie odkrywa, że William i Aelita poszli razem do fabryki. Chłopak nabiera podejrzeń i wzywa na pomoc Ulricha, Odda i Yumi. W tym czasie William, opętany przez Xanę, przenosi siebie i Aelitę do Lyoko, celem wrzucenia tej ostatniej do cyfrowego morza. Grupa usiłuje przeszkodzić mu w tym: ostatecznie Odd ratuje Aelitę od śmierci w morzu. Jeremie dochodzi do wniosku, że takie zachowanie Williama zwiastuje nową strategię Xany. Po powrocie z Lyoko grupa (wraz z resztą szkoły) ogląda zorganizowany na sali gimnastycznej występ Jima, który dał się przekonać do ponownego odegrania roli króla disco. |                          |                                |                             |                   |                |                     |
| 67 | Dubler                   | Double Take                    | Mauvaise Réplique           | 16.12.2007        | 12.06.2007     | 14.08.2007          |
| Jeremie rozpoczyna prace nad nowym wyposażeniem członków grupy, umożliwiającym im efektywniejszą walkę z Xaną, oraz rozwiązaniem problemu nieobecności Williama (która zaczyna zwracać uwagę zarówno dyrekcji, jak i ojca Williama). Z tego powodu nie wybiera się na przedpołudniowe lekcje; po południu Ulrich dzwoni do chłopaka, przypominając mu o sprawdzianie z lekkoatletyki. Jeremie zjawia się, ale zachowuje się na tyle dziwnie, że grupa uważa go za polimorficznego klona Xany. Okazuje się, że rzeczywiście jest klonem, ale pozostającym pod kontrolą Jeremiego: chłopak aktywował w tym celu wieżę w jednym z odtworzonych przez siebie sektorów Lyoko. W czasie, gdy klon odnosi sukcesy na lekcji wychowania fizycznego, znajdujący się w Lyoko William próbuje przejąć kontrolę nad aktywowaną przez Jeremiego wieżą, co powoduje, że klon raz po raz wpada pod władzę Xany. Korzystając z okazji, grupa udaje się do fabryki, by pomóc Jeremiemu w walce z Williamem, przedtem zamykając klona w bezpiecznym miejscu i zostawiając na straży Odda. Ulrich, Yumi i Aelita przenoszą się do Lyoko, robiąc użytek z nowych broni i umiejętności. Klon wyrywa się spod kontroli i biegnie do fabryki, chcąc zabić swój pierwowzór. Ściga go Odd, który potem również idzie do Lyoko. Aelita dezaktywuje wieżę, ratując Jeremiego od śmierci z rąk klona. W tym czasie William usiłuje zepchnąć Yumi do cyfrowego morza, ale interwencja Odda ratuje dziewczynie życie. Jeremie aktywuje powrót do przeszłości. Po podróży w czasie chłopak tworzy klona Williama. |                          |                                |                             |                   |                |                     |
| 68 | Młode talenty            | Opening Act                    | Première Partie             | 17.12.07          | 19.06.2007     | data nieznana       |
| W szkolnej gazetce pojawia się informacja, że szkołę ma odwiedzić Chris, perkusista zespołu Subdigitals, a zarazem (co odkrył Odd) siostrzeniec Jima. Przedstawiciel zespołu ogłasza, że ma zamiar zorganizować w szkole konkurs talentów; zwycięzca wystąpi na następnym koncercie Subdigitals. Odd bierze udział w konkursie; Aelita chce zrobić to samo, ale Jeremie przekonuje ją, by razem z nim popracowała nad nowymi sposobami walki z Xaną. Jednak wkrótce potem, widząc brak zaangażowania dziewczyny, pozwala jej iść na konkurs. Niestety, w międzyczasie perkusista zakończył już przegląd- mimo to Aelita puszcza swoją muzykę na pustej sali. Chrisowi podoba się to, co słyszy, ale zanim jest w stanie wrócić na salę i poznać poszukiwaną przez siebie utalentowaną osobę, dziewczyna znika. W tym czasie Jeremie odkrywa aktywną wieżę i wzywa całą grupę do fabryki. Aelita chce porozmawiać z Chrisem, ale opętany przez Xanę muzyk porywa dziewczynę do fabryki; świadkami tego zdarzenia są Milly i Tamiya. Dziewczyny mówią o wszystkim grupie. Ulrich i Odd odkrywają, że Aelitę porwał nie Chris, ale stworzony przez Xanę polimorficzny klon. Yumi i Jeremie udają się do fabryki, gdzie odkrywają, że Aelita trafiła do Lyoko i jest atakowana przez Williama. Ulrich i Odd są śledzeni przez Jima i Chrisa; zmuszeni są zabrać obu mężczyzn do fabryki. Ulrich i Odd przenoszą się do Lyoko, by pomóc Yumi, a Jeremie, Jim i prawdziwy Chris walczą z polimorficznym klonem. Aelita dezaktywuje wieżę, a Jeremie aktywuje powrót do przeszłości. Po podróży w czasie Jeremie osobiście wręcza Chrisowi płytę z nagraniem Aelity. |                          |                                |                             |                   |                |                     |
| 69 | Dyżurny                  | Wreck Room                     | Double Foyer                | 18.12.2007        | 26.06.2007     | 15.08.2007          |
| Jeremie oznajmia Ulrichowi, że ukończył pracę nad programem, dzięki któremu prawdziwy William będzie mógł wrócić na Ziemię. Dyrektor szkoły ogłasza, że został przygotowany pokój, gdzie uczniowie mieszkający w internacie będą mogli spędzać czas wolny, m.in. grając w ping-ponga i oglądając telewizję. Mieszkańcy usiłują znaleźć osobę, która będzie odpowiedzialna za porządek w sali; w głosowaniu wybierają Williama. Jeremie obawia się, że po pewnym czasie uczniowie mogą odkryć prawdziwą naturę klona; razem z Aelitą udaje się do fabryki, by przygotować wieżę, dzięki której William mógłby wrócić na Ziemię. W czasie uruchomienia programu pojawia się błąd; Aelita decyduje się iść do Lyoko i uruchomić program ręcznie. Na miejscu odkrywa, że nie może wejść do wieży. W tym czasie Xana przejmuje kontrolę nad klonem Williama; Odd i Yumi udają się do fabryki, a Ulrich zostaje, by odwrócić uwagę klona i bronić Sissi przed jego atakami. W Lyoko William podstępem ogłusza Aelitę, chcąc wrzucić ją do cyfrowego morza. Dzięki pomocy Odda i Yumi Aelicie udaje się dezaktywować wieżę, co ratuje Ulricha i Sissi od śmierci z rąk klona. Jeremie aktywuje powrót do przeszłości; po podróży w czasie grupa przekonuje mieszkańców internatu do wyboru Sissi jako osoby sprawującej pieczę nad salą rekreacji. |                          |                                |                             |                   |                |                     |
| 70 | Skidbladnir              | Skidbladnir                    | Skidbladnir                 | 19.12.2007        | 03.07.2007     | 16.08.2007          |
| Wieczorem Jeremie i Aelita kończą prace nad "łodzią podwodną", która umożliwi grupie poznanie tajemnic cyfrowego morza. Jedyną rzeczą, jaką muszą jeszcze zrobić, jest odpalenie specjalnego programu dokładnie o 16:00 następnego dnia. Po nocnym powrocie do internatu Aelita zostaje z Jeremiem w jego pokoju, gdzie nakrywa ją Jim. Następnego dnia Jeremie i Aelita trafiają do dyrektora, który karze ich popołudniowym szlabanem w bibliotece. W trakcie jego odbywania chłopak odkrywa, że Xana usiłuje zniszczyć łódź podwodną. Aelita usiłuje powiadomić resztę grupy, ale Jim konfiskuje komórkę zarówno jej, jak i Jeremiego. Chłopak usiłuje wobec tego przekazać informacje alfabetem Morse'a znajdującej się za oknem biblioteki Yumi. Dziewczyna odczytuje wiadomość SOS FACTORY i, wraz z Ulrichem i Oddem, udaje się do fabryki. W tym czasie Aelita odwraca uwagę Jima, co pozwala Jeremiemu na wysłanie wskazówek Yumi: dziewczyna ma wysłać chłopców do sektora piątego, gdzie znajduje się łódź. Bibliotekę odwiedza dyrektor, który konfiskuje laptopa Jeremiego. Ulrich nakłania Yumi do sprowadzenia Jeremiego i Aelity, ponieważ sytuacja staje się krytyczna. Dziewczyna dzwoni do swojego brata i prosi go o przyniesienie do biblioteki Kiwiego. Pies wywabia Jima, dzięki czemu Aelita i Jeremie mogą bezkarnie uciec. Pojawiają się w fabryce, dzięki czemu Yumi może przenieść się do sektora piątego i pomóc w walce z Williamem. Po powrocie grupy na Ziemię Jeremie zbiera wszystkich w Pustelni, by ostatecznie zdecydować, jak nazwać łódź podwodną. Aelita przeszukuje biblioteczkę ojca i w książce z mitologią nordycką znajduje rycinę, przedstawiającą Skidbladnir- cudowny statek boga Frejra. Nazwa przypada wszystkim do gustu- jedynie Odd decyduje się skrócić ją do Skid. |                          |                                |                             |                   |                |                     |
| 71 | Dziewiczy rejs           | Maiden Voyage                  | Premier Voyage              | 20.12.2007        | 10.07.2007     | 17.08.2007          |
| Grupa przekonuje Jeremiego, by, korzystając z wolnego popołudnia (w szkole odbywają się ćwiczenia przeciwpożarowe), przeprowadził test Skida. Chłopak wyraża zgodę i przenosi całą czwórkę do sektora piątego. Ulrich, Odd, Yumi i Aelita zajmują miejsca w łodzi podwodnej i udają się na zwiedzanie cyfrowego morza. W czasie podróży system nawigacyjny odmawia posłuszeństwa. Jeremie zmuszony jest wrócić do internatu po płytę z programem, umożliwiającym naprawę systemu; ponieważ nieustannie natyka się na nauczycieli, zmuszony jest dostać się do swojego pokoju przez dach. W czasie nieobecności chłopaka Skid natyka się na świat podobny do Lyoko, a także zostaje zaatakowany przez dwa potwory, podobne do węgorzy. Jeremie naprawia nawigację i sprowadza wszystkich na Ziemię. Informuje grupę, że to, co widzieli w cyfrowym morzu, było wirtualnym światem, podobnym do Lyoko i stworzonym przez Xanę na podstawie danych skradzionych Aelicie. Z dziwnych okoliczności Odd wiedział co robił Jeremie kiedy próbował wejść do swojego pokoju przez dach po program do naprawienia nawigacji w Skidzie. |                          |                                |                             |                   |                |                     |
| 72 | Kurs komputerowy         | Crash Course                   | Leçon de Choses             | 21.12.2007        | 17.07.2007     | 20.08.2007          |
| Jeremie decyduje się nauczyć Ulricha, Odda i Yumi, jak korzystać z superkomputera, w razie gdyby atak Xany uniemożliwił to jemu lub Aelicie. Mimo tego, że grupa ma inne plany na popołudnie, wszyscy (z wyjątkiem Aelity, która udaje się na spotkanie z zespołem Subdigitals) udają się do fabryki. W ramach treningu Ulrich przenosi Odda do sektora polarnego. Nagle na ekranie pojawia się sygnał aktywowanej wieży (w rejonie górskim), a w pobliżu superkomputera pojawia się polimorficzny klon Xany, który pozbawia Jeremiego przytomności, a następnie znika. Yumi biegnie po Aelitę (która zajęta pracą w studio nie odpowiada na telefony), a Ulrich próbuje pomóc atakowanemu przez potwory Xany Oddowi; przez przypadek uruchamia proces wirtualizacji w sektorze górskim i zmuszony jest udać się do Lyoko, gdzie trafia na Williama. Yumi znajduje Aelitę i razem biegną do fabryki, ścigane przez klona Xany. Aelita przenosi się do Lyoko, a Yumi odpiera ataki polimorficznego klona. Wkrótce potem Odd zostaje pokonany i wraca na Ziemię, co pozwala Yumi pomóc grupie w walce z Williamem. Aelita dezaktywuje wieżę. Po powrocie do szkoły dziewczyna informuje grupę, że wystąpi wraz z zespołem Subdigitals na ich następnym koncercie. |                          |                                |                             |                   |                |                     |
| 73 | Replika                  | Replika                        | Réplika                     | 22.12.2007        | 24.07.2007     | 21.08.2007          |
| Po spędzonej na grze nocy Odd nie jest w stanie wstać rano z łóżka i prosi Aelitę, by usprawiedliwiła go u Jima. Dziewczyna informuje nauczyciela, że Odd musiał iść do pielęgniarki. Chwilę potem Jim, z powodu niefortunnego skoku wzwyż, także udaje się do gabinetu lekarskiego i dowiaduje się, że Odda tu nie było. Poinformowany o wszystkim dyrektor wzywa Odda i Aelitę do swojego gabinetu i wymierza im karę: 4 godziny szlabanu. Dwoje ukaranych prawi sobie wzajem złośliwości: Aelita posuwa się nawet do tego, że przyjmuje propozycję spotkania z Nicolasem (choć później, dowiedziawszy się o tym, że Jeremie planuje badanie cyfrowego morza, odmawia, tłumacząc się testem). Nocą grupa udaje się do fabryki; Nicolas, łowiący razem z Hervem ryby w pobliżu mostu, dostrzega Aelitę i postanawia ją śledzić. Ulrich, Odd, Yumi i Aelita wypływają na cyfrowe morze i dostają się do odkrytego podczas ostatniego rejsu świata, który okazuje się być kopią sektora leśnego Lyoko. Ulrich i Yumi wybierają się na zwiedzanie repliki Lyoko, a Odd i Aelita zostają, by pilnować statku przed potworami Xany i Williamem. W tym czasie Jeremie odkrywa obecność Herve'a i Nicolasa w fabryce i usiłuje nie dopuścić do odkrycia przez nich superkomputera. Pokonany przez Xanę Odd wpada na pomysł na pozbycie się dwojga natrętów: on i zabita przez Ulricha Aelita wsiadają do windy i całują się na oczach Herve'a i Nicolasa. Wkrótce potem na Ziemię wraca reszta grupy: Jeremie informuje ich, że świat, w którym przebywali, najprawdopodobniej znajduje się w pamięci innego superkomputera; obiecuje znaleźć sposób na przeniesienie grupy w jego pobliże. |                          |                                |                             |                   |                |                     |
| 74 | Wolałbym o tym nie mówić | I'd Rather Not Talk About It   | Je préfère ne pas en parler | 23.12.2007        | 31.07.2007     | 22.08.2007          |
| Jeremie zmusza grupę do ostrych treningów fizycznych, by mogli w ten sposób skuteczniej walczyć z potworami Xany. Jednak Ulrich, Odd, Aelita i Yumi uznają chłopaka za słabego trenera i decydują się poprosić o pomoc Jima. Nauczyciel wyraża zgodę i zapewnia całej piątce sporą dawkę wysiłku fizycznego. W czasie krótkiego odpoczynku, kiedy Jim opowiada grupie o swojej przeszłości, Xana aktywuje wieżę. Jeremie odkrywa to i biegnie, by ostrzec grupę i Jima, którzy zostali zaatakowani przez dzika opętanego przez Xanę. Ulrich, Yumi, Aelita i Odd udają się do fabryki, a Jeremie zostaje z rannym Jimem w znajdującej się na terenie lasu jaskini. Aelita odkrywa, że aktywowana wieża jest skutkiem ataku Williama i potworów Xany na serce Lyoko. Dziewczyna przenosi Yumi i Odda do Kartaginy, a siebie i Ulricha- do sektora leśnego, gdzie znajduje się aktywowana wieża. Po jakimś czasie Ulrich zostaje pokonany w Lyoko, co pozwala mu na wskazanie Aelicie lokalizacji wieży. Jednocześnie Jeremie i Jim próbują ocalić siebie wzajemnie przed dzikiem. Dezaktywowanie wieży ratuje życie nauczyciela, który chciał poświęcić się dla Jeremiego. Po powrocie grupy do szkoły wszyscy jej członkowie (z wyjątkiem Jeremiego) rezygnują z treningów. |                          |                                |                             |                   |                |                     |
| 75 | Gorący deszcz            | Hot Shower                     | Corps Céleste               | 24.12.2007        | 14.08.2007     | 23.08.2007          |
| W czasie, gdy Aelita, Odd i Ulrich podróżują pod nadzorem Jeremiego po cyfrowym morzu, Yumi (w grupie z Hirokim i Johnnym) bierze udział w szkolnym projekcie, mającym na celu budowę na szkolnym boisku modelu Układu Słonecznego. Jeremie odkrywa aktywowaną wieżę; nieco później dowiaduje się z telewizji, że mijająca Ziemię kometa nagle zmieniła tor swego lotu na taki, który może zagrozić planecie. Chłopak ustala, że jest to działanie Xany, który chce w ten sposób zniszczyć fabrykę, i nakazuje całej grupie przeniesienie się do Lyoko. Jednak Skidbladnir wpada w pułapkę zastawioną przez Xanę, a Yumi wraca do szkoły, by powiadomić nauczycieli o konieczności ewakuacji i uratować brata. Jeremie wpada na pomysł, jak uchronić fabrykę i Ziemię przed zagładą: każe Yumi wejść do jego pokoju po laptopa, a następnie podłączyć go do anteny na dachu szkoły, dzięki czemu możliwa będzie ponowna zmiana kursu komety. Dzięki pomocy Hirokiego i Johnny'ego Jeremie przejmuje kontrolę nad wyposażonym w laser wojskowym satelitą, ale nie udaje mu się na czas zniszczyć komety. W tym czasie Aelita, Ulrich i Odd walczą z broniącymi wieży potworami Xany i Williamem. Aelita, dowiadując się o krytycznej sytuacji na Ziemi, decyduje się na ryzykowne zagranie: zmusza Odda, by zabił ją. Ponieważ Xanie bardziej zależy na żywej Aelicie niż na zniszczeniu superkomputera, przejmuje kontrolę nad laserem satelity i niszczy kometę tuż przed jej upadkiem na Ziemię. Jeremie aktywuje powrót do przeszłości. |                          |                                |                             |                   |                |                     |
| 76 | Jezioro                  | The Lake                       | Le Lac                      | 25.12.2007        | 21.08.2007     | 24.08.2007          |
| Ulrich, Aelita, Odd i Jeremie wybierają się z resztą swojej klasy, panią Hertz i Jimem na dwudniowy wypad nad wyspę na jeziorze celem zbadania rosnących tam roślin. W tym czasie Yumi zostaje w szkole, by zdać dwa ważne egzaminy. W przerwie między jednym a drugim testem odbiera telefon od Aelity, która prosi ją, by sprawdziła, czy Xana nie aktywował jakiejś wieży, ponieważ Jeremie stracił kontakt z superkomputerem i poczuł się zaniepokojony. Podejrzenia chłopaka okazują się uzasadnione- Yumi odkrywa aktywną wieżę i atak na Skida, a zgromadzone w pobliżu jeziora osoby razi prądem stworzona przez Xanę chmura. Jeremie decyduje się wysłać do fabryki Aelitę. Odd odwraca uwagę Jima, co pozwala dziewczynie na dotarcie do superkomputera. Walcząca z Williamem w Lyoko Yumi powoduje, że chłopak przypomina sobie swoje życie z czasów, gdy sam walczył z Xaną. Przez chwilę wydaje się, że chłopak przejdzie na stronę Yumi, ale Xana ponownie przejmuje nad nim kontrolę. Aelita aktywuje na zielono wieże (z wyjątkiem tej opanowanej przez Xanę) we wszystkich sektorach Lyoko, co powoduje ucieczkę scyfozoi niszczącej Skida. Chwilę potem dziewczyna przenosi się do Lyoko i chroni Yumi od śmierci w cyfrowym morzu oraz dezaktywuje wieżę, co ratuje przebywające na wyspie osoby. Po powrocie Aelity na Ziemię Yumi aktywuje powrót do przeszłości. |                          |                                |                             |                   |                |                     |
| 77 | Zaginiony w Morzu        | Lost at Sea                    | Torpilles Virtuelles        | 26.12.2007        | 28.08.2007     | 27.08.2007          |
| Hiroki prosi Ulricha o chwilę rozmowy: chce, by chłopak pomógł mu w poderwaniu Milly. Jeremie powiadamia grupę, że przez całą noc pracował nad programem, który może pomóc przenieść prawdziwego Williama na Ziemię. Planuje w tym celu wyprawę w głąb cyfrowego morza. Hiroki wykrada z plecaka Yumi jej pamiętnik, ale gubi go w czasie ucieczki przed siostrą. Ulrich podnosi dziennik i zapoznaje się z jego zawartością. Chce oddać go właścicielce, ale nie znajduje okazji. Jeremie przenosi członków grupy do sektora piątego, którzy zajmują miejsca w łodzi podwodnej. W czasie rejsu Skidbladnir zostaje zaatakowany przez stwory Xany. W pewnym momencie ministatek, który płynęła Yumi, znika z ekranów pokładowych. Jeremie stwierdza, że sonar łodzi podwodnej został uszkodzony; zmusza to grupę do powrotu na Ziemię. W tym czasie Yumi samotnie walczy z węgorzopodonymi mieszkańcami cyfrowego morza. Jeremiemu udaje się ustalić położenie ministatku Yumi, ale ponieważ sonar wciąż nie jest naprawiony, wyprawa jest ryzykowna. Jednak Aelita, Odd i Ulrich nie wahają się nawet przez chwilę i ruszają na pomoc. Na miejscu okazuje się, że muszą walczyć nie tylko z potworami Xany, ale i Williamem. Misja kończy się sukcesem i wszyscy członkowie grupy wracają na Ziemię. Ulrich przekazuje Hirokiemu pamiętnik Yumi, co przywraca zgodę między rodzeństwem. |                          |                                |                             |                   |                |                     |
| 78 | Laboratorium             | Laboratory Rat                 | Expérience                  | 27.12.2007        | data nieznana  | 28.08.2007          |
| Jeremie oznajmia grupie, że znalazł sposób na przeniesienie osób przebywających w Skidzie w pobliże superkomputera, odpowiedzialnego za istnienie repliki Lyoko. Ulrich nie rozumie, dlaczego Yumi nie chce z nim rozmawiać; dopiero Odd przypomina mu o tym, że dziewczyna miała trzy dni temu urodziny. Chłopak chce jej kupić prezent na przeprosiny, ale ma szlaban u Jima. Odd podejmuje się kupić coś, co pozwoli pogodzić parę. Wieczorem cała grupa idzie do fabryki: Ulrich, Odd, Yumi i Aelita wchodzą na pokład łodzi podwodnej i płyną do repliki Lyoko. Tam Jeremie podłącza Skida do aktywowanej przez siebie wieży; Ulrich i Yumi zostają, by pilnować statku, a Odd i Aelita teleportują się do deszczowych lasów Amazonii, zachowując ubiór i ekwipunek rodem z Lyoko. Jeremie oznajmia im, że mają 13 minut na działanie. Aelita odkrywa laboratorium, w którym pracują opanowani przez Xanę naukowcy i gdzie hoduje się cybernetyczne pająki. W tym czasie Yumi i Ulrich są atakowani przez Williama i potwory Xany. Odd i Aelita znajdują superkompter, ale zmuszeni są jednocześnie walczyć z pozostającymi pod kontrolą Xany pracownikami laboratorium. Williamowi udaje się pokonać Ulricha i Yumi i przejąć kontrolę nad wieżą, co powoduje powrót Odda i Aelity do Skida tuż przed zniszczeniem przez nich superkomputera. Dziewczynie udaje się uchronić Skida przed zniszczeniem przez potwory Xany. Po wyjściu z fabryki Ulrich wręcza Yumi prezent (nieco później okazało się, że Odd zamienił opakowania, w wyniku czego dziewczyna otrzymała przeznaczoną dla Kiwiego gumową kość zamiast naszyjnika). |                          |                                |                             |                   |                |                     |
| 79 | Przechwałki              | Bragging Rights                | Arachnophobie               | 28.12.2007        | 08.09.2007     | 29.08.2007          |
| Ulrich zakłada się z Oddem, że ten ostatni przez 24 godziny nie będzie się chwalił. Jeremie informuje grupę, że dziś ponownie spróbują zniszczyć opanowany przez Xanę superkomputer. Ulrich i Yumi przenoszą się do laboratorium, a Odd i Aelita zostają na straży Skida. Wkrótce Ci ostatni muszą opuścić łódź podwodną, ponieważ Xana aktywował wieżę i wysłał do ataku swoje potwory i Williama. W międzyczasie Ulrich wyłącza zasilanie superkomputera, a Yumi walczy z mechanicznymi pająkami. Kiedy wydaje się, że misja została zakończona, superkomputer włącza się ponownie, a pająki atakują Yumi i Ulricha. Jeremie każe Aelicie dezaktywować wieżę, a Oddowi- walczyć z Williamem. Jednocześnie znajduje właściwą lokalizację generatora mocy, ale ponieważ Ulrich i Yumi zostali pokonani, tym zadaniem musi zająć się Odd. Po zniszczeniu generatora chłopak wraca do łodzi podwodnej i, pod nieobecność pokonanej Aelity, kieruje ją do portu w Kartaginie. Po powrocie na Ziemię Odd przyznaje, że jest chwalipiętą, ale teraz jest z tego dumny. |                          |                                |                             |                   |                |                     |
| 80 | Pieskie popołudnie       | Dog Day Afternoon              | Kiwodd                      | 29.12.2007        | 15.09.2007     | 29.08.2007          |
| Na sprawdzianie z biegów Sissi zaczyna interesować się dziwnym zachowaniem Williama. Jeremie oznajmia grupie, że sposobem na rozwiązanie tego problemu jest udanie się Aelity i innej osoby z grupy do Lyoko. Na ochotnika zgłasza się Odd, proponując jednocześnie, że zabierze ze sobą Kiwiego. Chociaż Jeremie jest negatywnie nastawiony do tego pomysłu, chłopakowi i tak udaje się niepostrzeżenie wejść razem z psem do skanera. Aelita wchodzi do wieży, by uruchomić potrzebny program, a Odd bezskutecznie czeka na Kiwiego. Po powrocie na Ziemię chłopak nie znajduje psa w skanerze. W tym czasie Yumi, udając zakochaną w Williamie, usiłuje nie pozwolić chłopakowi na spotkanie z Sissi. Wracający do internatu Jeremie, Aelita i Odd trafiają na Jima, który szuka swojego zegarka. Odd zaczyna węszyć jak pies i znajduje zgubę. To i inne psie zachowanie chłopaka budzą niepokój reszty grupy. Jeremie odkrywa, że w trakcie transferu ciało Kiwiego i Odda połączyło się w jedno. Ratunkiem może być ponowne wysłanie Odda do Lyoko, gdzie z pomocą specjalnej aplikacji Jeremie rozdzieliłby psa i człowieka. Cała grupa (z wyjątkiem Yumi) udaje się do fabryki, ale na przeszkodzie staje im ćwiczący tam gang motocyklistów. Dzięki pomocy Odda udaje im się przedrzeć. Ulrich i Aelita umieszczają Odda w skanerze, a Jeremie wysyła go do Lyoko. Wkrótce potem chłopak odkrywa aktywowaną wieżę i wysyła do niej Ulricha i Aelitę, wzywając jednocześnie Yumi. Dziewczyna nie może przedostać się do skanerów, ponieważ Xana opętał gang motocyklistów. Wkrótce potem pokonany w Lyoko Ulrich rusza na pomoc Yumi. Jeremiemu udaje się rozdzielić Odda i Kiwiego, a Aelicie - dezaktywować wieżę. |                          |                                |                             |                   |                |                     |
| 81 | Dobry i zły              | A Lack of Goodwill             | Oeil pour Oeil              | 30.12.2007        | 22.09.2007     | 30.08.2007          |
| W czasie obiadu William wystrzeliwuje w powietrze szklankę z pomocą widelca. Takie zachowanie zwraca uwagę Jima, który zabiera chłopaka do dyrektora. Grupa jest zaniepokojona postępkiem klona; Jeremie twierdzi, że jest w stanie poprawić jego inteligencję. Informuje także grupę, że może istnieć jeszcze co najmniej jedna replika Lyoko i proponuje zająć się jej zniszczeniem wieczorem. Rozmowę podsłuchują Milly i Tamiya; jej treść uważają za świetny temat na artykuł do gazetki. Wieczorem Aelita, Odd, Ulrich i Yumi z pomocą łodzi podwodnej przenoszą się do repliki Lyoko, przypominającej sektor pustynny. Aelita i Ulrich zostają teleportowani do laboratorium w Nowym Meksyku, a Odd i Yumi pilnują Skidbladnira przed atakami Xany. W tym czasie Milly i Tamiya dowiadują się od Williama o istnieniu Lyoko i Xany. Chłopak, chcąc udowodnić to, o czym im powiedział, zabiera je do fabryki. Jeremie odkrywa, że prawdziwy William przeniósł się na Ziemię i usiłuje zniszczyć superkomputer. Chce mu w tym przeszkodzić, ale opanowany przez Xanę chłopak pokonuje go. Do walki włącza się klon Williama; Jeremie nakazuje Tamiyi poinformowanie reszty grupy o zaistniałej sytuacji. Cała czwórka wraca na Skidbladnira. William niszczy swojego klona i usiłuje przeciążyć stos superkomputera. Grupa bezpiecznie wraca na Ziemię i ratuje superkomputer od zagłady. W międzyczasie William wraca do Lyoko. Jeremie aktywuje powrót do przeszłości. |                          |                                |                             |                   |                |                     |
| 82 | Odległe wspomnienia      | Distant Memory                 | Mémoire Blanche             | 31.12.2007        | 29.09.2007     | 31.08.2007          |
| Aelicie śni się epizod z dzieciństwa: porwanie matki przez agentów. Następnego dnia Jeremie, Ulrich i Odd opuszczają internat, by spędzić wakacje ze swoimi bliskimi. Jeremie martwi się o Aelitę, ponieważ dziewczyna nie ma rodziny na Ziemi i namawia ją by pojechała razem z nim, jednak Aelita stanowczo odmawia. Decyduje się zostać w internacie, dbać o Kiwiego i mieć oko na Xanę. Kiedy wraca do pokoju i zaczyna czytać książkę, na jej komputer trafia plik, zawierający melodię graną przez Franza Hoppera. Chwilę potem otrzymuje wiadomość od ojca, który oznajmia dziewczynie, że czeka na nią w Lyoko. Aelita nie waha się ani chwili i idzie do fabryki. Wirtualizuje się w sektorze polarnym, gdzie znajduje się sfera. W jej wnętrzu kryje się dom w górach, znany Aelicie z jej wspomnień. Dziewczyna odnajduje tam Franza Hoppera. Opowiada mu o walce grupy z Xaną i wspomina o stworzeniu przez Jeremiego Skidbladnira. Hoppera rozśmiesza nazwa statku. Aelita staje się podejrzliwa. Pyta o swoją matkę i odkrywa, że to Xana stworzył polimorficznego klona Hoppera. Dziewczyna chce uciec, ale uniemożliwia jej to William. W tym czasie Yumi odkrywa zniknięcie Aelity i odczytuje wiadomość od Hoppera. Informuje o tym Odda, Ulricha i Jeremiego, którzy (pod różnymi pretekstami) wracają z podróży i udają się do fabryki. Jeremie wirtualizuje pozostałą resztę. Tymczasem Aelita niszczy sztuczny świat stworzony w Lyoko przez Xanę. Jednak Xanie udaje się osiągnąć zamierzony cel: William wrzuca Aelitę do Cyfrowego Morza. Gdy Jeremie myśli, że to już koniec z pomocą przychodzi ojciec Aelity. Ratuje ponownie życie córce. William prawie niszczy Hoppera, jednak Aelita pomaga ojcu i ten z powrotem wraca do Cyfrowego Morza. Wściekły William dewirtualizuje dziewczynę. Pod koniec odcinka Odd rozdaje wszystkim prezenty. Jeremie dostaje gumową kaczuszkę. Chłopak daje Aelicie jasnoróżowy szalik i ma dla niej niespodziankę. Razem jadą na dwa tygodnie do domu Jeremiego. |                          |                                |                             |                   |                |                     |
| 83 | Niefart                  | Hard Luck                      | Superstition                | 16.02.2008        | 06.10.2007     | 08.09.2007          |
| W czasie przygotowań do wyjścia do szkoły Odd tłucze lusterko. Choć chłopak nie wierzy w przesądy, cały jego dzień jest pechowy: Jim dał mu (niezasłużenie) cztery godziny szlabanu, na śniadanie dostał tylko suchego tosta i herbatę, a dziewczyna, którą próbował poderwać, odmówiła spotkania z nim. Zła passa trwa także w Lyoko: Odd nie może przenieść się w pobliże superkomputera w Nowym Meksyku. W związku z tym chłopak, wraz z Aelitą, stara się dezaktywować wieżę; w tym czasie Ulrich i Yumi starają się zniszczyć superkomputer w Nowym Meksyku, na którym znajduje się replika sektora pustynnego. W laboratorium para zostaje zaatakowana przez sprowadzone na Ziemię potwory Xany. Yumi odkrywa, że na terenie laboratorium produkowane są elektroniczne implanty - element wyposażenia cybernetycznych pająków. W tym czasie na terenie repliki pojawia się William - ponieważ Aelita biegnie do wieży, a Odd został pokonany, Skid jest bezbronny. Jeremie przenosi Yumi do repliki; dziewczyna pokonuje Williama, ale sama ulega dewirtualizacji. Ten sam los spotkał Aelitę, zanim zdołała dezaktywować wieżę. Jeremie odkrywa, że w programie wirtualizacyjnym pojawił się błąd, niemożliwy do szybkiego usunięcia. Ulrichowi udaje się zniszczyć superkomputer na chwilę przed swoją dewirtualizacją, spowodowaną tym samym błędem. Jeremie "odprowadza" Skida do portu w Kartaginie. Wieczorem Odd dostrzega, że dziewczyna, z którą chciał się rano spotkać, zostawiła telefon komórkowy. Uważa to za uśmiech losu i planuje oddać zgubę właścicielce. Niestety, okazuje się, że komórka jest własnością Jima. |                          |                                |                             |                   |                |                     |
| 84 | Rakieta                  | Guided Missile                 | Missile Guidé               | 17.02.2008        | 13.10.2007     | 15.09.2007          |
| W porannej poczcie trafiają się także przesyłki dla części członków grupy: Aelita dostaje anonimową pocztówkę z Montrealu, Odd karmę dla Kiwiego, a Jeremie zawiadomienie, że wygrał w konkursie, w którym nagrodą jest lot myśliwcem. Ponieważ chłopak uważa to za posunięcie Xany, Odd wyjaśnia, że to on zgłosił Jeremiego. Kiedy Aelita zaznacza, że jest gotowa zająć się superkomputerem, Jeremie zgadza się skorzystać z nagrody, mimo że boi się latać. W czasie pobytu w bibliotece Aelita odkrywa aktywowaną wieżę w sektorze polarnym. Na Ziemi atak Xany objawia się przejęciem kontroli nad samolotem, na pokładzie którego znajduje się Jeremie (pilot zostaje porażony prądem i traci przytomność). Chłopak nawiązuje kontakt z Aelitą (która w międzyczasie wezwała do fabryki resztę grupy) i podaje jej swoje współrzędne. Okazuje się, że Xana chce użyć myśliwca do zniszczenia superkomputera. Odd, Yumi i Ulrich, nie zwlekając, przenoszą się do Lyoko; chwilę potem dołącza do nich Aelita. Pilot odzyskuje przytomność i nawiązuje kontakt z wieżą. Kontrola naziemna oznajmia, że w celu uniknięcia możliwego zagrożenia myśliwiec zostanie zestrzelony. Próba opuszczenia samolotu na spadochronach nie udaje się. W Lyoko William zwycięża w walce z Yumi i Oddem, którzy usiłowali mu przeszkodzić we wrzuceniu Aelity do cyfrowego morza. Na szczęście Ulrichowi udaje się uratować dziewczynę, która dezaktywuje wieżę na chwilę przed rozbiciem się myśliwca o fabrykę. Yumi uruchamia powrót do przeszłości. Po podróży w czasie Odd (jako Jeremie Belpois) bierze udział w locie myśliwcem; Aelita odkrywa, że to Jeremie jest autorem kartki z Montrealu. |                          |                                |                             |                   |                |                     |
| 85 | Fatalne Zauroczenie      | Kadic Bombshell                | La Belle de Kadic           | 18.02.2008        | 20.10.2007     | 22.09.2007          |
| W szkole pojawia się korespondencyjna przyjaciółka Sissi z Islandii, Brynja. Wzbudza ona sympatię większości uczniów, w tym także Ulricha, Jeremiego i Odda. Ten ostatni zaczyna spotykać się z dziewczyną. Pozostali członkowie grupy dochodzą do wniosku, że chłopak, chcąc zaimponować przyjaciółce Sissi, może jej opowiedzieć o Lyoko. Ich obawy potwierdzają się- pewnego wieczoru Odd pokazuje Brynji laboratorium; dziewczyna testuje superkomputer, co wywołuje błąd w systemie. Rankiem Jeremiego budzi komunikat o aktywowanej wieży; chwilę potem monit znika. Zaniepokojony chłopak udaje się wraz z Aelitą do fabryki: tam odkrywa, kto majstrował przy komputerze. Pojawia się nowy komunikat o aktywowanej wieży; Aelita decyduje się iść do Lyoko, ale ląduje w niewłaściwym sektorze (to kolejny błąd wywołany nocną wizytą). Jeremie decyduje się wezwać na pomoc Ulricha, Yumi i Odda. Ten ostatni odmawia pójścia do fabryki i zabiera Brynję na basen. Jeremie przenosi Aelitę do sektora górskiego; dziewczyna zostaje zaatakowana przez Williama. Na pomoc rusza Ulrich i Yumi, ale trafiają do sektora pustynnego. Udaje im się przenieść we właściwe miejsce i powstrzymać Williama od zabicia Aelity. W tym czasie Odd, widząc, jak ochoczo Brynja przyjmuje hołdy zgromadzonych na pływalni chłopców, idzie do fabryki i przenosi się do Lyoko. Jego interwencja ratuje życie Aelicie (Ulrich i Yumi zostali pokonani przez Williama). Wkrótce potem Brynja opuszcza Kadic, dzięki czemu Jeremie nie musi uruchamiać powrotu do przeszłości. |                          |                                |                             |                   |                |                     |
| 86 | Wielokrotność psa        | Canine Conundrum               | Kiwi Superstar              | 19.02.2008        | 27.10.2007     | 29.09.2007          |
| W czasie nieobecności Ulricha Kiwi niszczy poduszkę w jego pokoju. Ulrich, Jeremie i Aelita przypominają Oddowi inne nieprzyjemne incydenty, związane z jego psem. Zmuszają chłopaka, by trzymał Kiwiego w fabryce. Przebywający w pokoju rekreacji Jeremie i Aelita odkrywają aktywowaną wieżę. Chłopak powiadamia o wszystkim pozostałych członków grupy. Ulrich i Yumi opuszczają odbywający się w szkole trening panchac-silat i natykają się na opanowanego przez Xanę Kiwiego-2 i jego kopie. Roboty uniemożliwiają opuszczenie sali także Jimowi, Hirokiemu, Johnny'emu, Milly, Tamiyi i Sissi. W związku z zaistniałą sytuacją tylko Aelita i Odd przenoszą się do Lyoko. Yumi wychodzi ze szkoły przez tajne przejście, a Ulrich zostaje, by odwrócić uwagę psów. W Lyoko pojawia się William, który usiłuje powstrzymać Aelitę od dezaktywowania wieży. Yumi udaje się przedostać do fabryki, ale klony Kiwiego-2 ranią ją; atakują także Jeremiego. Aelita przypadkowo zabija Odda i zostaje sam na sam z Williamem, który ogłusza dziewczynę i wrzuca ją do cyfrowego morza. Wkrótce potem okazuje się, że zginęła tylko stworzona przez Aelitę kopia. Dziewczyna wchodzi do wieży i dezaktywuje ją. Jeremie uruchamia powrót do przeszłości. Po podróży w czasie grupa stwierdza, że Kiwi (który, kiedy Jeremie był atakowany przez roboty, w odpowiedniej chwili "dodał" Oddowi laserowych strzał) nie jest taki okropny, jak sądzili. |                          |                                |                             |                   |                |                     |
| 87 | Kosmiczna wyprawa        | A Space Oddity                 | Planéte bleue               | 20.02.2008        | 03.11.2007     | 06.10.2007          |
| Odd stara się przekonać Yumi, by na czas inspekcji w internacie wzięła do domu Kiwiego. Dziewczyna, aczkolwiek niechętnie, zgadza się na to. Po powrocie do domu powierza psa opiece Hirokiego, który karmi go chipsami i nie zwraca uwagi na jego zachowanie. Jeremie odkrywa nową replikę Lyoko. Po lekcjach cała grupa idzie do fabryki; Aelita, Ulrich, Yumi i Odd przenoszą się do Kartaginy i zajmują miejsca w Skidbladnirze. Statek przedostaje się na teren repliki, która okazuje się być kopią sektora piątego. Aelita łączy się z wieżą, co umożliwia Jeremiemu teleportację Yumi i Odda w pobliże superkomputera zarządzającego repliką. Okazuje się on znajdować na pokładzie stacji kosmicznej. W tym czasie Skid zostaje zaatakowany; aby uratować statek, Ulrich musi odnaleźć przycisk. Udaje mu się go przycisnąć, ale przy okazji ginie. Na terenie repliki pojawia się William; chłopak rozprawić się z bezbronną Aelitą. Oddowi udaje się zniszczyć superkomputer; razem z Yumi wraca do repliki i uniemożliwia Williamowi pokonanie Aelity. Misja kończy się sukcesem. Państwo Ishiyama odkrywają obecność Kiwiego w mieszkaniu, ale reagują na nią pozytywnie, co nieco zaskakuje Yumi. |                          |                                |                             |                   |                |                     |
| 88 | Kuzyn z odzysku          | Cousins Once Removed           | Cousins Ennemis             | 21.02.2008        | 10.11.2007     | 13.10.2007          |
| Jeremiego odwiedza jego kuzyn, Patrick. Chłopak nie jest z tego zbyt zadowolony, ponieważ w porównaniu z nim Patrick jest dużo "fajniejszy". Pozostali członkowie grupy umilają gościowi czas, zostawiając Jeremiego sam na sam z pracami nad Skidbladnirem. W pewnym momencie chłopak odkrywa replikę Lyoko; dzwoni z tą wiadomością do Aelity, która przekazuje informacje Ulrichowi, Oddowi i Yumi. Osamotniony Patrick wraca do pokoju Jeremiego, śledzony przez Sissi. Dziewczyna przekonuje go, by pozwolił Herve'owi na przejrzenie zawartości komputera Jeremiego. Chłopak znajduje tam fałszywy akt urodzenia Aelity; przez przypadek modyfikuje także pliki Skida, co powoduje utratę mocy przez statek. Jeremie dochodzi do wniosku, że ta sytuacja została wywołana przez kogoś pracującego na jego komputerze. W tym czasie Patrick próbuje powstrzymać Herve'a od dalszego grzebania w plikach kuzyna. W pewnym momencie Xana (z pomocą aktywowanej wieży) przejmuje kontrolę nad Sissi i Hervem, którzy wyrzucają Patricka z pokoju i usiłują całkowicie zniszczyć łódź podwodną. W internacie pojawia się Jeremie, który po bezskutecznej walce z Sissi (nie pomogła nawet interwencja kuzyna) schodzi do piwnicy i wyłącza prąd, co uniemożliwia Herve'owi wykonywanie jego niszczycielskiej roboty. Ulrich, Odd, Yumi i Aelita opuszczają cyfrowe morze; ta ostatnia dezaktywuje wieżę. Ponieważ Patrick po walce z Sissi jest w bardzo złym stanie, na polecenie Jeremiego Aelita uruchamia powrót do przeszłości. Po podróży w czasie Jeremie ma o wiele lepszy stosunek do kuzyna. |                          |                                |                             |                   |                |                     |
| 89 | Muzyka łagodzi obyczaje  | Music Soothes the Savage Beast | Il est Sensé d'être Insensé | 22.02.2008        | 17.11.2007     | 20.10.2007          |
| Gwiazdą najbliższego występu Subdigitals ma być Aelita. Wszyscy uczniowie starają się zdobyć bilet na koncert, a niektórzy (jak Herve i Nicolas) proszą Aelitę o autograf. Mimo to dziewczyna nie jest w dobrym humorze, ponieważ ma ogromną tremę, a na dodatek Jeremie obojętnie podchodzi do jej scenicznego debiutu i woli szukać nowych replik Lyoko niż iść na koncert. Pozostali członkowie grupy starają się dodać odwagi Aelicie. Na chwilę przed rozpoczęciem koncertu Jeremie wykrywa aktywowaną wieżę. Na Ziemi atak Xany objawia się opętaniem menedżer zespołu, która porywa Aelitę do fabryki. Jeremie dzwoni do Yumi i wzywa całą grupę do fabryki. Yumi i Odd biegną za Aelitą, a Ulrich walczy z (również opętanymi przez Xanę) Milly i Tamiyą. Opętana kobieta ogłusza Jeremiego i przenosi Aelitę do Lyoko, gdzie dziewczyna jest atakowana przez potwory Xany i Williama. Yumi i Odd pokonują menedżer i dzięki pomocy Jeremiego przenoszą się do Lyoko. Aelicie udaje się dezaktywować wieżę, co ratuje Jeremiego i Ulricha od śmierci z rąk osób opętanych przez Xanę. Jeremie uruchamia powrót do przeszłości. Po podróży w czasie koncert (także z Jeremiem wśród publiczności) odbywa się bez przeszkód. |                          |                                |                             |                   |                |                     |
| 90 | Feralne zdjęcie          | Wrong Exposure                 | Médusée                     | 23.02.2008        | 24.11.2007     | 27.10.2007          |
| Aelita znajduje w Pustelni zdjęcie, na którym jest razem z ojcem. Jeremie dostrzega tam także wzór matematyczny, który stara się odcyfrować z pomocą komputera. Odd, chcąc wysłać maila ze swoim zdjęciem potencjalnej dziewczynie, przez pomyłkę wysyła fotografię Aelity Sissi. Dziewczyna zanosi zdjęcie ojcu, który rozpoznaje Franza Hoppera. Dyrektor wzywa całą grupę do gabinetu i domaga się wyjaśnień. Ponieważ nie zadowalają go, grupa dostaje szlaban. Chwilę później dyrektor zostaje opętany przez Xanę i porywa Aelitę do fabryki. Jeremie, Yumi, Odd i Ulrich uwalniają się spod kurateli Jima i biegną za porwaną koleżanką. Odd zostaje, by walczyć z dyrektorem, a Yumi i Ulrich przenoszą się do Lyoko, by pomóc Aelicie w walce ze scyfozoą. Potwór poddaje dziewczynę kontroli Xany, która chce się utopić w cyfrowym morzu. Jeremie decyduje się na wykorzystanie wzoru ze zdjęcia; okazuje się, że jest on w stanie wyzwolić Aelitę spod władzy Xany. Dziewczyna dezaktywuje wieżę, co ratuje Odda od śmierci z rąk dyrektora. Jeremie uruchamia powrót do przeszłości. |                          |                                |                             |                   |                |                     |
| 91 | Dziwne połączenia        | Bad Connection                 | Mauvaises Ondes             | 24.02.2008        | 01.12.2007     | 03.11.2007          |
| Odd planuje pokazać w szkole nakręcony przez siebie film, prezentujący śmieszne sytuacje. Nie jest jednak zadowolony, ponieważ swoją obecność zapowiedzieli także jego rodzice, a chłopak uważa, że może nie spełnić ich oczekiwań. Pozostali członkowie grupy starają się dodać mu otuchy. Na chwilę przed rozpoczęciem seansu Xana przejmuje kontrolę nad masztem telefonii komórkowej, zlokalizowanym na dachu szkoły, i dzwoni do wszystkich osób przebywających w szkole. Każdy, kto odbiera telefon od Xany, zostaje zarażony jego wirusem. Takiego losu unikają jedynie członkowie grupy i Sissi (jej telefon został przypadkowo zepsuty przez jej ojca). Jeremie odkrywa aktywowaną wieżę i zabiera Ulricha, Yumi i Aelitę do fabryki. Odd, uciekając przed ludźmi opętanymi przez Xanę, kryje się w stołówce; tam znajduje go Sissi - razem starają się znaleźć bezpieczną kryjówkę. W tym czasie pozostali członkowie grupy usiłują dezaktywować wieżę, mimo dużej ilości potworów i błędów związanych z pojazdami. Ostatecznie Aelicie udaje się wejść do wieży i dezaktywować ją, ratując w ten sposób życie Sissi i Odda. Po powrocie do przeszłości chłopak demonstruje swój film. |                          |                                |                             |                   |                |                     |
| 92 | Zimny pot                | Cold Sweat                     | Sueurs Froides              | 25.02.2008        | 8.12.2007      | 03.11.2007          |
| W szkolnej gazetce pojawia się ośmieszające Yumi zdjęcie. Dziewczyna podejrzewa, że to Odd dostarczył zdjęcie Milly i Tamiyi; aby uniknąć odpowiedzialności, chłopak przekonuje Ulricha, by wziął na siebie winę. Wywołuje to rozdrażnienie Yumi. Jeremie zleca grupie odszukanie i zniszczenie superkomputera obsługującego kolejną replikę Lyoko (sektor polarny), znajdującego się na Syberii. Yumi i Odd zostają teleportowani, a Ulrich i Aelita zostają, by pilnować Skida. Jeremie odkrywa aktywowaną wieżę - okazuje się, że na terenie Syberii pojawił się William. Aelita i Ulrich opuszczają statek, by dezaktywować wieżę. Odd i Yumi znajdują laboratorium, w którym hodowane są ludzkie mózgi. W międzyczasie Aelita przedostaje się do wieży; tam odkrywa program, który może posłużyć do uratowania Williama. Po uruchomieniu aplikacji dziewczyna dezaktywuje wieżę, co ratuje Yumi od śmierci z rąk Williama; wkrótce potem chłopak pojawia się na terenie repliki Lyoko i atakuje Skidbladnira, ale zostaje odparty przez Aelitę i Ulricha. Jeremie odkrywa, że Xana nagle wykorzystał moc wszystkich stworzonych przez siebie replik- jak się okazuje, do wykreowania nowego, potężnego potwora. Kolos pokonuje Ulricha i Aelitę, wobec czego Jeremie przenosi Odda i Yumi (zanim zdążyli zniszczyć komputer) na pokład Skida, ratując go w ten sposób od unicestwienia. Po powrocie na Ziemię Yumi wybacza Ulrichowi jego rzekomy postępek (dzięki Oddowi, który podczas pobytu w replice mówi japonce, że Ulrich zrobił to dlatego żeby zwróciła na niego uwagę bo ją kocha). Kiedy dziewczyna dochodzi do domu, odbiera telefon od Odda, który przyznaje się, że to on dał zdjęcie do gazetki. Yumi rewanżuje się obu chłopcom, wręczając szkolnym dziennikarkom zdjęcie Odda i Ulricha, wychodzących spod prysznica. |                          |                                |                             |                   |                |                     |
| 93 | Powrót na ziemię         | Down to Earth                  | Retour                      | 26.02.2008        | 15.12.2007     | 03.11.2007          |
| Jeremie informuje grupę, że zmiana strategii Xany wymaga stworzenia lepszego systemu walki z nim, oraz że do uwolnienia Williama konieczne jest wykorzystanie (niezniszczonego w poprzednim odcinku) syberyjskiego superkomputera. W szkole pojawiają się państwo Dunbar- zachowanie syna (w rzeczywistości klona Williama) niepokoi ich; dowiadują się także o jego nieobecnościach (mających miejsce, zanim Jeremie stworzył klona). Jeremie wysyła Ulricha, Odda, Yumi i Aelitę do repliki Lyoko: Aelita i Odd zostają teleportowani na Syberię, a Yumi i Ulrich strzegą Skidbladnira. Odd i Aelita odkrywają armię robotów Xany (zasilanych mózgami, znalezionymi przez Odda i Yumi w poprzednim odcinku), które w pewnym momencie zaczynają ich atakować. W tym czasie Ulrich i Yumi próbują odperzeć atak Williama i kolosa, ale zostają zdewirtualizowani. Odd i Aelita zostają zabici przez roboty Xany, ale program ratujący Williama został uruchomiony i chłopak wraca na Ziemię. Pozbawiony załogi Skidbaldnir zostaje zniszczony przez kolosa. Jeremie wyłącza wieżę odpowiedzialną za istnienie klona Williama; "oryginał" spotyka się z rodzicami i rozprasza ich obawy co do swojego stanu. |                          |                                |                             |                   |                |                     |
| 94 | Walka aż do Końca        | Fight to the Finish            | Contre-attaque              | 27.02.2008        | 22.12.2007     | 10.11.2007          |
| Aelicie śni się śmierć ojca, spowodowana przez manty. Humoru nie poprawia jej nawet informacja, że Jeremie rozpoczął pracę nad nowym systemem walki z Xaną, który umożliwi ostateczne jego pokonanie. W czasie gdy grupa jest na śniadaniu, z Jeremiem kontaktuje się Franz Hopper- ojciec Aelity proponuje spotkanie w Lyoko. William także chce iść do fabryki, ale wszyscy z wyjątkiem Aelity boją się mu ponownie zaufać. Jednak to właśnie dzięki niemu grupie udaje się zgubić Sissi, która po raz kolejny chciała odkryć tajemnicę Ulricha, Yumi, Odda, Aelity i Jeremiego. Jeremie proponuje, by dla uniknięcia kolejnego ataku scyfozoi William został z nim w laboratorium. Reszta przenosi się do Lyoko. W czasie spotkania Aelity z ojcem Xana aktywuje wieżę, przejmuje kontrolę nad Williamem (który oszałamia Jeremiego) i wysyła do Lyoko kolosa. Franz Hopper przesyła na superkomputer pliki, potrzebne Jeremiemu do ukończenia prac nad systemem walki z Xaną. Yumi zostaje pokonana przez kolosa i wraca na Ziemię, gdzie atakuje ją William. Jeremie odzyskuje przytomność i wzywa sferę, która przenosi Odda i Aelitę do sektora piątego, by tam dokończyli prac nad programem. Ulrich niszczy kolosa, ale chwilę potem zostaje zwirtualizowany; udaje się na pomoc Yumi. W pewnym momencie Jeremie zdaje sobie sprawę, że dysponuje zbyt małą ilością energii do pokonania Xany. Na oczach Aelity manty zabijają Franza Hoppera, dzięki czemu powstaje odpowiednia ilość energii. Program zostaje ukończony, a Xana pokonany. Na oczach Ulricha i Yumi z ciała Williama wydostaje się duch Xany i rozwiewa się. |                          |                                |                             |                   |                |                     |
| 95 | Echa                     | Echoes                         | Souvenirs                   | 28.02.2008        | 29.12.2007     | 10.11.2007          |
| Pomimo zniszczenia Xany Ulrich, Odd, Aelita i Jeremie są w podłym nastroju, ponieważ nie udało się uratować Franza Hoppera. Tylko Yumi cieszy się, że będzie można wyłączyć superkomputer. W czasie śniadania do Ulricha podchodzi Sissi i odwracając jego uwagę rozmową, przyczepia mu do ubrania pluskwę, dzięki której może go śledzić z pomocą dostarczonego przez Herve'a lokalizatora. Wkrótce potem cała grupa udaje się do fabryki, by tam ostatecznie zakończyć walkę z Xaną przez wyłączenie superkomputera. Na miejscu okazuje się, że tak naprawdę tylko Yumi chce to zrobić: Jeremie nie chce porzucać urządzenia, dzięki któremu zyskał przyjaciół, Aelita wciąż ma nadzieję na ocalenie ojca, a Ulrichowi i Oddowi podobało się bycie superbohaterami (dużą część odcinka stanowią wspomnienia całej piątki, czyli fragmenty poprzednich epizodów). Grupa rozchodzi się, obiecując sobie raz jeszcze się zastanowić. Sissi kreśli mapę podróży Ulricha i trafia do fabryki. Po uruchomieniu komputera uzyskuje dostęp do wideodziennika Jeremiego, skąd dowiaduje się o wszystkim, co związane z Lyoko. Informuje o wszystkim swojego ojca, ale ten jej nie wierzy. Jeremie rozwiązuje ten problem, po raz ostatni używając powrotu do przeszłości. Po podróży w czasie Ulrich uniemożliwia Sissi założenie pluskwy: grupa proponuje dziewczynie przyjaźń. Przyjemnie zaskoczona Sissi odprawia Herve'a i Nicolasa. Grupa, tym razem jednogłośnie, decyduje się na wyłączenie superkomputera i zakończenie przygody z Lyoko. Po wyłączeniu superkomputera wychodzą z fabryki. |                          |                                |                             |                   |                |                     |